# Fernando VII de España
Fernando VII de España, llamado «el Deseado» y «el rey Felón» (San Lorenzo de El Escorial, 14 de octubre de 1784-Madrid, 29 de septiembre de 1833), fue rey de España en 1808 y luego, nuevamente, desde 1813 hasta su muerte en 1833. Su reinado se vio opacado por la invasión francesa que colocó en el trono de España a José Bonaparte, hermano de Napoleón, entre mayo de 1808 y diciembre de 1813. Durante ese tiempo, la Junta Suprema Central primero y el Consejo de Regencia después gobernaron en su nombre en la zona controlada por los españoles entre 1808 y 1814.
Hijo de Carlos IV y María Luisa de Parma, accedió al trono tras el motín de Aranjuez en marzo de 1808, promovido por sus partidarios, que obligó a su padre a abdicar en él, siendo proclamado como rey con el título de Fernando VII. Dos meses después, presionado por Napoleón, renunció en Bayona a sus derechos a la Corona española, devolviéndola a su padre, y este en favor del emperador francés, quien designó como nuevo rey de España a su hermano José Bonaparte. Quedó confinado en el castillo de Valençay, donde pasó toda la guerra de Independencia. A pesar de ello, Fernando continuó siendo reconocido como el legítimo rey de España por las diversas Juntas de Gobierno, la Junta Suprema Central y su sucesor el Consejo de Regencia, y las Cortes de Cádiz. Estas proclamaron que ostentaban la soberanía nacional y en virtud de este principio elaboraron y aprobaron la Constitución de 1812. En este contexto se iniciaron las Guerras de independencia hispanoamericanas.
Tras la derrota de los ejércitos napoleónicos y el abandono de España de José I, Napoleón lo reconoció como rey de España en el Tratado de Valençay de diciembre de 1813. A pesar de que el tratado no fue ratificado por la Regencia ni por las Cortes, Napoleón le dejó marchar y Fernando VII, su hermano don Carlos y su tío don Antonio entraron en España el 22 de marzo de 1814 por Gerona. Tras pasar por Zaragoza, se dirigió a Valencia, donde planeó el golpe de Estado de mayo de 1814 que fue ejecutado en Madrid el 11 de mayo por las tropas del general Francisco de Eguía. En el Manifiesto del 4 de mayo, también conocido como Decreto de Valencia, abolió la Constitución de 1812 y toda la obra de las Cortes de Cádiz, restaurando el absolutismo y el Antiguo Régimen. Entró en Madrid el 13 de mayo, dos días después del triunfo del golpe. En ese mismo año, en un postrer acto, Carlos volvería a abdicar sus derechos al trono español en su hijo Fernando VII, el 1 de octubre de 1814, firmando el convenio en Roma, donde permaneció exiliado.
Pronto, el Deseado se reveló como un soberano absolutista y, en particular, como uno de los que menos satisficieron los deseos de sus súbditos, que lo consideraban una persona sin escrúpulos, vengativa y traicionera. Rodeado de una camarilla de aduladores, su política se orientó, en buena medida, hacia su propia supervivencia. Tras seis años de guerra, el país y la Hacienda estaban devastados, y los sucesivos gobiernos fernandinos no lograron restablecer la situación. Como reacción a sus políticas, en 1820, un pronunciamiento militar dio inicio al llamado Trienio Liberal, durante el cual se restablecieron la Constitución y los decretos de Cádiz, produciéndose una nueva desamortización. Los liberales se dividieron entonces en moderados y en exaltados y, durante ese tiempo, el rey, que aparentaba acatar el régimen constitucional, no dejó de conspirar para restablecer el absolutismo, lo que se logró tras la intervención de los Cien Mil Hijos de San Luis en 1823.
La última fase de su reinado, llamada Década Ominosa, se caracterizó por una feroz represión de los liberales, acompañada de una política absolutista moderada o incluso liberaldoctrinaria que provocó un profundo descontento en los círculos «ultrabsolutistas», que formaron partido en torno al hermano del rey, el infante Carlos María Isidro. Ese malestar, unido a un problema sucesorio, provocó una guerra civil tras la muerte de Fernando y el ascenso al trono de su hija Isabel II, de tres años de edad, que no era reconocida como reina por los carlistas. La regencia la asumió entonces la viuda del rey, María Cristina.
En palabras de un reciente biógrafo, Rafael Sánchez Mantero:

Si en algo se caracteriza la imagen que Fernando VII ha dejado a la posteridad es en el unánime juicio negativo que ha merecido a los historiadores de ayer y de hoy que han estudiado su reinado (...) Resulta lógico entender que la historiografía liberal fuese inmisericorde con aquel que intentó acabar con los principios y leyes triunfantes en las Cortes gaditanas (...) La historiografía sobre Fernando VII ha ido evolucionando de tal manera que los estudios recientes han abandonado las diatribas decimonónicas para presentar un panorama más equilibrado (...) La Historia reciente... considera a Fernando VII simplemente como un rey con muy escasa capacidad para enfrentarse a los tiempos en los que le tocó reinar. Con todo, resulta difícil encontrar algún estudio, ya sea del pasado o del presente, en el que la figura de este monarca genere la más mínima simpatía o atractivo. Sin duda, ha sido el monarca que peor trato ha recibido por parte de la historiografía en toda la Historia de España.

Según su más reciente biógrafo, Emilio La Parra López:

Desde 1814 hasta su muerte, salvo el intervalo constitucional de 1820-1823, su política consistió en el control personal del poder, valiéndose de la represión de toda disidencia y de unos servidores cuya única pauta de comportamiento fue la fidelidad ciega a su señor. Fernando VII gobernó a su manera, como un déspota, escuchando los consejos que en cada ocasión le convenían, sin ajustarse a ningún precedente específico y como nadie lo haría después que él.

## Biografía

### Infancia, educación y familia

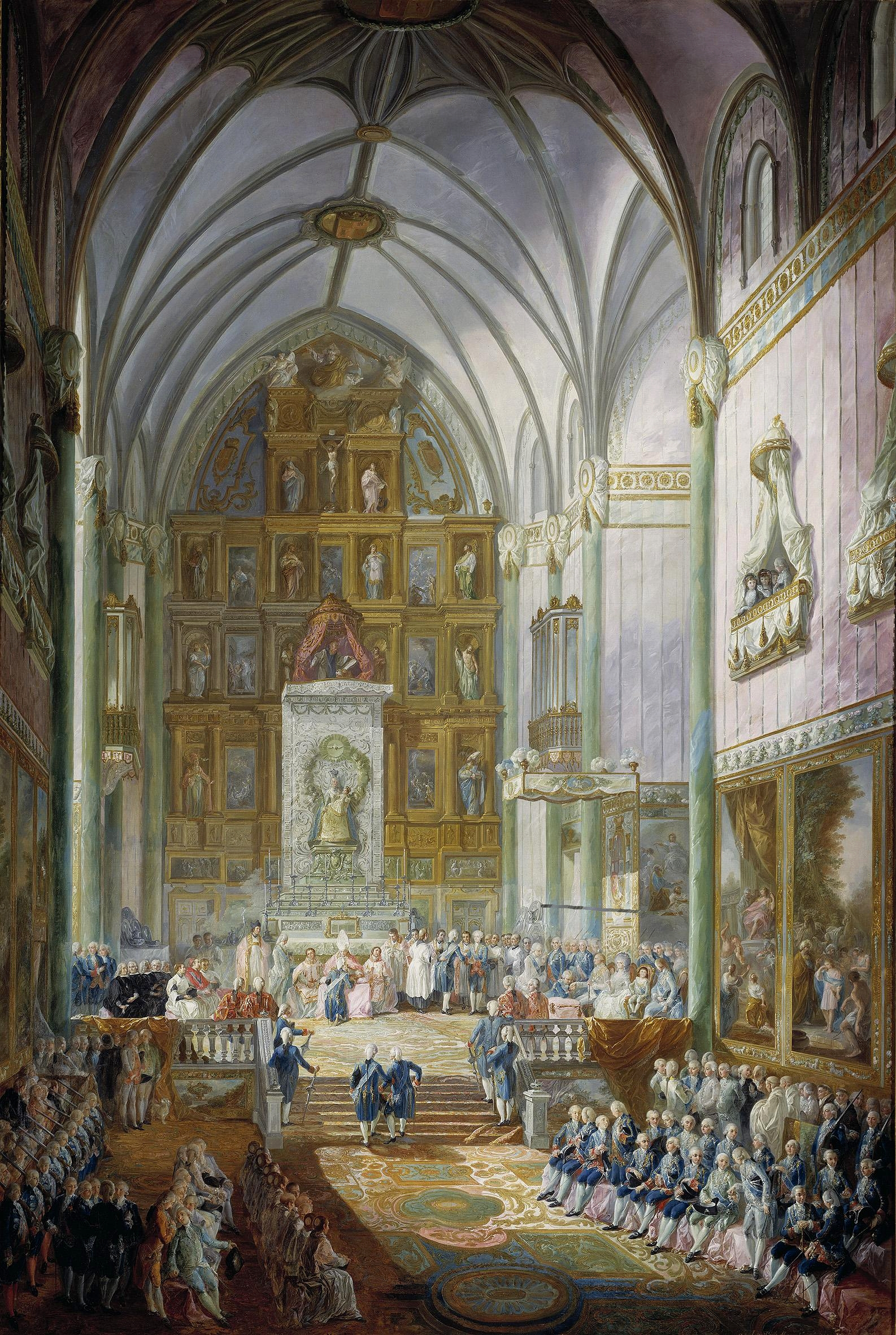
Juramento del futuro Fernando VII como príncipe de Asturias, realizado en la iglesia del Real Monasterio de San Jerónimo de Madrid el 23 de septiembre de 1789. Obra de Luis Paret y Alcázar, Museo del Prado, Madrid.

Fernando de Borbón vino al mundo en vida de su abuelo Carlos III, el 14 de octubre de 1784, en el Palacio de El Escorial. Fue bautizado por Antonio Sentmenat y Cartella con los nombres de Fernando, María, Francisco de Paula, Domingo, Vicente Ferrer, Antonio, Joseph, Joachîn, Pascual, Diego, Juan Nepomuceno, Genaro, Francisco, Francisco Xavier, Rafael, Miguel, Gabriel, Calixto, Cayetano, Fausto, Luis, Ramón, Gregorio, Lorenzo y Gerónimo. Fue el noveno de los catorce hijos que tuvieron el príncipe Carlos, futuro Carlos IV, y María Luisa de Parma. De sus trece hermanos, ocho murieron antes de 1800. Se convirtió en príncipe de Asturias al cumplir el primer mes, pues en esa fecha murió su hermano mayor Carlos, de solo catorce meses de edad. El propio Fernando sufrió una grave enfermedad a los tres años de edad y tuvo durante toda su vida una salud delicada. De niño era retraído y callado, con cierta tendencia a la crueldad. Tras la subida al trono de su padre en 1788, Fernando fue jurado como heredero a la Corona por las Cortes en un acto celebrado en el Monasterio de San Jerónimo de Madrid el 23 de septiembre de 1789.
El preceptor inicial del príncipe fue el padre Felipe Scio, religioso de la Orden de San José de Calasanz, hombre culto e inteligente que ya era preceptor de las infantas. Con fama de gran pedagogo, enseñó al príncipe a leer y a escribir y la gramática latina. En 1795 el padre Scio fue nombrado obispo de Sigüenza y su puesto pasó a ser ocupado por el canónigo de la catedral de Badajoz Francisco Javier Cabrera, quien acababa de ser preconizado obispo de Orihuela. El plan de educación del príncipe que Cabrera presentó al rey incluía la profundización en el latín y el estudio de «las demás lenguas vivas que fueran del Real agrado de V. M.», así como de la Historia de España, la Geografía y la Cronología, pero lo fundamental sería la educación «en materia de Religión», «tan necesaria para el Gobierno de los Estados y su subsistencia» ya que «todo el poder del príncipe sobre sus súbditos viene de Dios, y que le ha dado esta potestad para que les prepare en la tierra la felicidad temporal, como medio de la que se espera eterna». También consideraba fundamental la práctica de «aquellas virtudes heroicas que hacen a los reyes amados de Dios y de sus vasallos», una propuesta que coincidía con el ideal educativo de los ilustrados españoles. La propuesta de que fuera el obispo Cabrera el sustituto del padre Felipe Scio fue obra del favorito Manuel Godoy, quien asimismo colocó junto al príncipe a otro paisano suyo de Badajoz, el también canónigo ilustrado Fernando Rodríguez de Ledesma, encargado de enseñarle Geografía e Historia, pero este duró poco tiempo a causa de un serio ataque de gota, siendo sustituido por el canónigo Juan Escóiquiz, también a propuesta de Godoy. Como maestro de dibujo Cabrera nombró al pintor Antonio Carnicero, y de latín y de filosofía al sacerdote Cristóbal Bencomo y Rodríguez, quien junto con Escoiquiz fue el profesor más apreciado por el príncipe, además de convertirse ambos en las personas que más influencia ejercieron sobre él.

### Oposición a Godoy
En 1799 murió el obispo Cabrera, que fue sustituido como preceptor del príncipe por Escoiquiz. Este, junto con el nuevo ayo del cuarto de Fernando, el duque de San Carlos que había sustituido el año anterior al primer ayo del príncipe el marqués de Santa Cruz, se ocuparon de indisponer a Fernando con el favorito Godoy, que acababa de perder el poder, aunque dos años más tarde lo recuperaría —el canónigo Escoiquiz en cuanto cayó Godoy, a quien había adulado para obtener el puesto que tenía en la educación del príncipe de Asturias, se apresuró a escribir un duro alegato contra aquel titulado Memoria sobre el interés del Estado en la elección de buenos ministros—. Uno de los falsos argumentos que utilizó Escoiquiz para denigrar a Godoy fue que este, tras su matrimonio con María Teresa de Borbón y Vallabriga, sobrina del rey, aspiraba a ocupar el trono tras la muerte de Carlos IV. Sin embargo, poco después tanto Escoiquiz como el duque de San Carlos fueron destituidos de sus cargos de maestro del príncipe y de ayo de su cuarto, respectivamente, por orden del rey Carlos IV. El cargo de ayo pasó al duque de la Roca, hombre de confianza de Godoy.
Alentado por su joven esposa María Antonia de Nápoles, con quien había contraído matrimonio en 1802 cuando contaba dieciocho años de edad, el príncipe Fernando se enfrentó a Manuel Godoy y a su madre, la reina María Luisa, con quien la princesa María Antonia mantenía una mala relación personal —la animadversión era mutua; María Luisa le escribió a Godoy: «¿Qué haremos con esa diabólica sierpe de mi nuera y marrajo cobarde de mi hijo?»—. A María Antonia no le fue muy difícil ganarse la voluntad de su marido, entre otras razones porque tampoco tenía ninguna simpatía por Godoy, ni las relaciones con su madre eran muy buenas. Así fue como surgió en la corte de Madrid el llamado «partido napolitano» en torno a los príncipes de Asturias y en el cual tenía un papel destacado el embajador del Reino de Nápoles, el conde de San Teodoro, y su esposa, además de varios importantes nobles españoles, como el marqués de Valmediano, su cuñado el duque de San Carlos, el conde de Montemar y el marqués de Ayerbe. Este «partido napolitano» comenzó a lanzar todo tipo de insidias contra Godoy y contra la reina María Luisa, que la reina madre de Nápoles, María Carolina, instigadora de las acciones de su hija, se ocupaba de difundir por toda Europa. La reacción de Godoy fue fulminante: en septiembre de 1805 ordenó la expulsión de la corte de varios nobles del entorno de los príncipes de Asturias, entre los que destacaban el duque del Infantado y la condesa de Montijo. El golpe definitivo lo propinó Godoy meses después cuando entre otras medidas expulsó de España al embajador de Nápoles y su esposa, poco después de que a finales de diciembre de 1805 el reino de Nápoles fuera conquistado por Napoleón y la reina María Carolina destronada, con lo que desaparecía la que había sido el principal referente político de los príncipes de Asturias.
En mayo de 1806 falleció la princesa de Asturias, pero esto no impidió que Fernando continuara con su actividad política clandestinamente, apoyándose en su antiguo preceptor, el canónigo Escoiquiz, y en el duque de San Carlos, que encabezaba el nutrido grupo de nobles que se oponían a Godoy. Así fue cómo el «partido napolitano» se transformó en el «partido fernandino», que según el historiador Sánchez Mantero era heredero del antiguo «partido aragonés». La nobleza descontenta trataba de usar la figura del príncipe, preterido por Godoy, como núcleo agrupador de los malquistos con el favorito real. Aunque buena parte de los nobles que apoyaban al príncipe pretendían únicamente la caída de Godoy, las ambiciones de Fernando y de su círculo más próximo se dirigían a conseguir cuanto antes el trono, sin importarles la suerte que pudiera correr el rey Carlos IV. Por ello, continuaron con la campaña de desprestigio contra Godoy y contra la reina María Luisa, a la que consideraban el obstáculo clave para ese plan, ya que era el principal apoyo de Godoy. Con el pleno consentimiento y participación del príncipe Fernando continuaron con una soez campaña de desprestigio contra Godoy y la reina, que consistió en la elaboración de dos series de treinta estampas a todo color cada una, acompañadas de textos que explican o complementan los dibujos, en las que, en palabras del historiador Emilio La Parra López, «en tono procaz y a base de calumnias se ridiculizó hasta lo indecible a la reina y a Godoy». La primera serie estaba dedicada al encumbramiento de Godoy —apodado en las estampas como «Manolo Primero, de otro nombre Choricero» o como AJIPEDOBES (que debe leerse de derecha a izquierda)— gracias a los favores de la reina María Luisa, que era presentada como una depravada sexual devorada por la lujuria.
El derrocamiento de los borbones napolitanos por Napoleón y el fallecimiento de la princesa de Asturias propiciaron un vuelco del alineamiento de las fracciones españolas respecto del emperador francés. La posibilidad de que Fernando casara con una pariente de este hizo que el príncipe negociase con Napoleón, que, por su parte, dejó de apoyarse en Godoy, como había hecho entre 1804 y 1806. Fernando estaba dispuesto a humillarse ante el emperador con tal de conseguir su favor y su auxilio para deshacerse de Godoy. Las negociaciones impulsadas por el embajador francés para que Fernando contrajera su segundo matrimonio con una dama Bonaparte coincidieron en 1807 con el empeoramiento de la salud de Carlos IV. El príncipe de Asturias quería asegurarse la sucesión y anular al valido. Godoy y el partido fernandino tuvieron su primer enfrentamiento. Debido a una delación, el complot fue descubierto y Fernando juzgado en lo que se conoce como el proceso de El Escorial. El príncipe denunció a todos sus colaboradores y pidió perdón a sus padres. El tribunal absolvió a los otros acusados, pero el rey, injusta y torpemente a juicio de Alcalá Galiano, ordenó el destierro de todos ellos.

### La primera llegada al trono: del Motín de Aranjuez a las Abdicaciones de Bayona

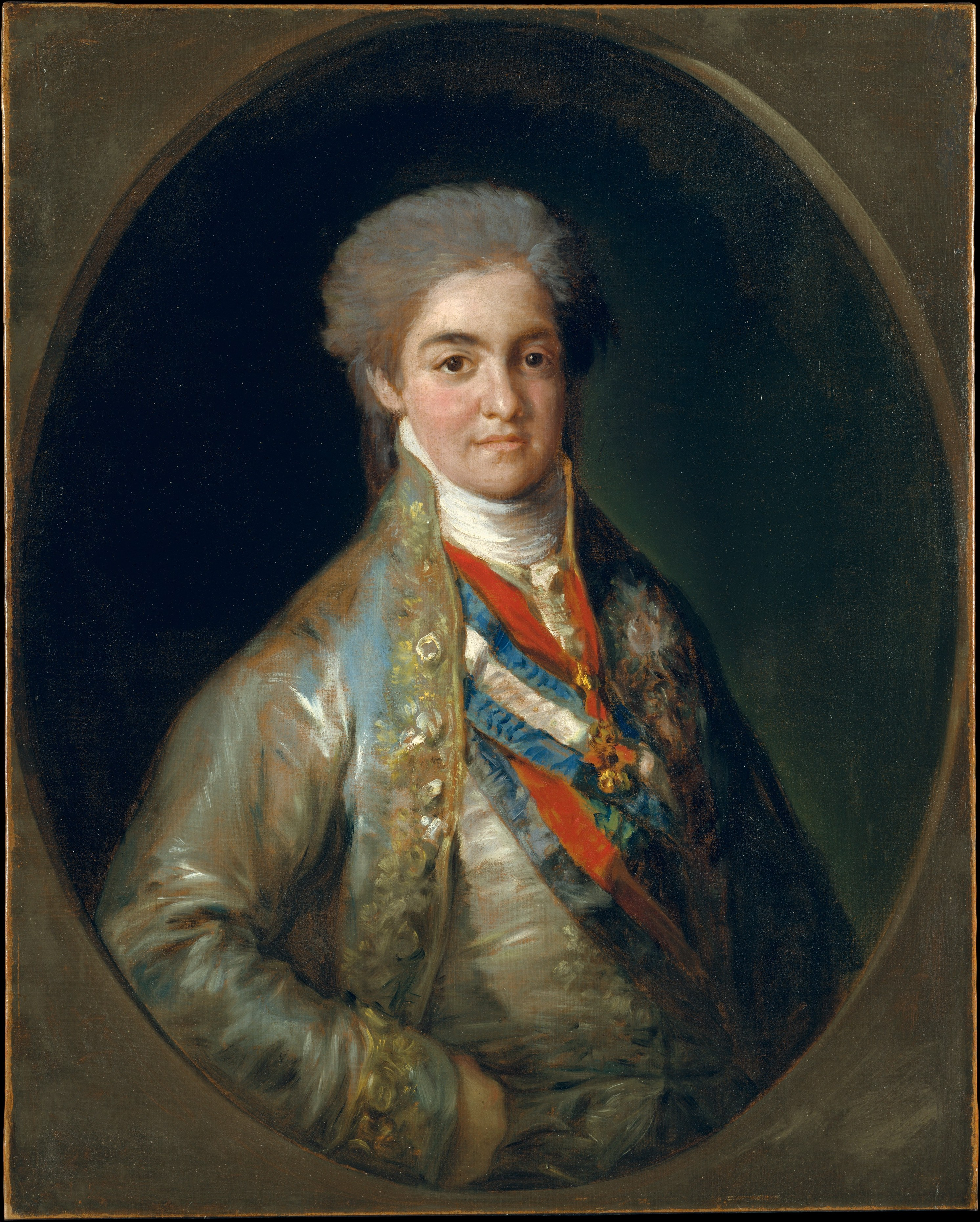
Fernando VII como príncipe de Asturias (1800), obra de Goya (Met, Nueva York).

Poco después, en marzo de 1808, ante la presencia de tropas francesas en España (dudosamente respaldadas por el Tratado de Fontainebleau), la corte se trasladó a Aranjuez, como parte de un plan de Godoy para trasladar a la familia real a América desde Andalucía si la intervención francesa así lo requiriese. El día 17, el pueblo, instigado por los partidarios de Fernando, asaltó el palacio de Godoy. Aunque Carlos IV se las arregló para salvar la vida de su favorito, acción en la que Fernando tuvo un papel crucial, abdicó en favor de su hijo el día 19, enfermo, desanimado e incapaz de afrontar la crisis. Estos hechos son los que se conocen como motín de Aranjuez. Por primera vez en la historia de España, un rey era desplazado del trono por las maquinaciones de su propio hijo con la colaboración de una revuelta popular.
Fernando volvió a la corte, donde fue aclamado por el pueblo de Madrid, que celebró no solo su advenimiento, sino también la caída de Godoy. En otros puntos del país también se celebró el cambio de rey, que se esperaba enderezase la situación. Fernando se apresuró a formar un nuevo Gobierno, compuesto por sus partidarios, y a proscribir a los seguidores de Godoy. Sin embargo, las tropas francesas al mando de Joaquín Murat ya habían ocupado la capital el día anterior, 23 de marzo.

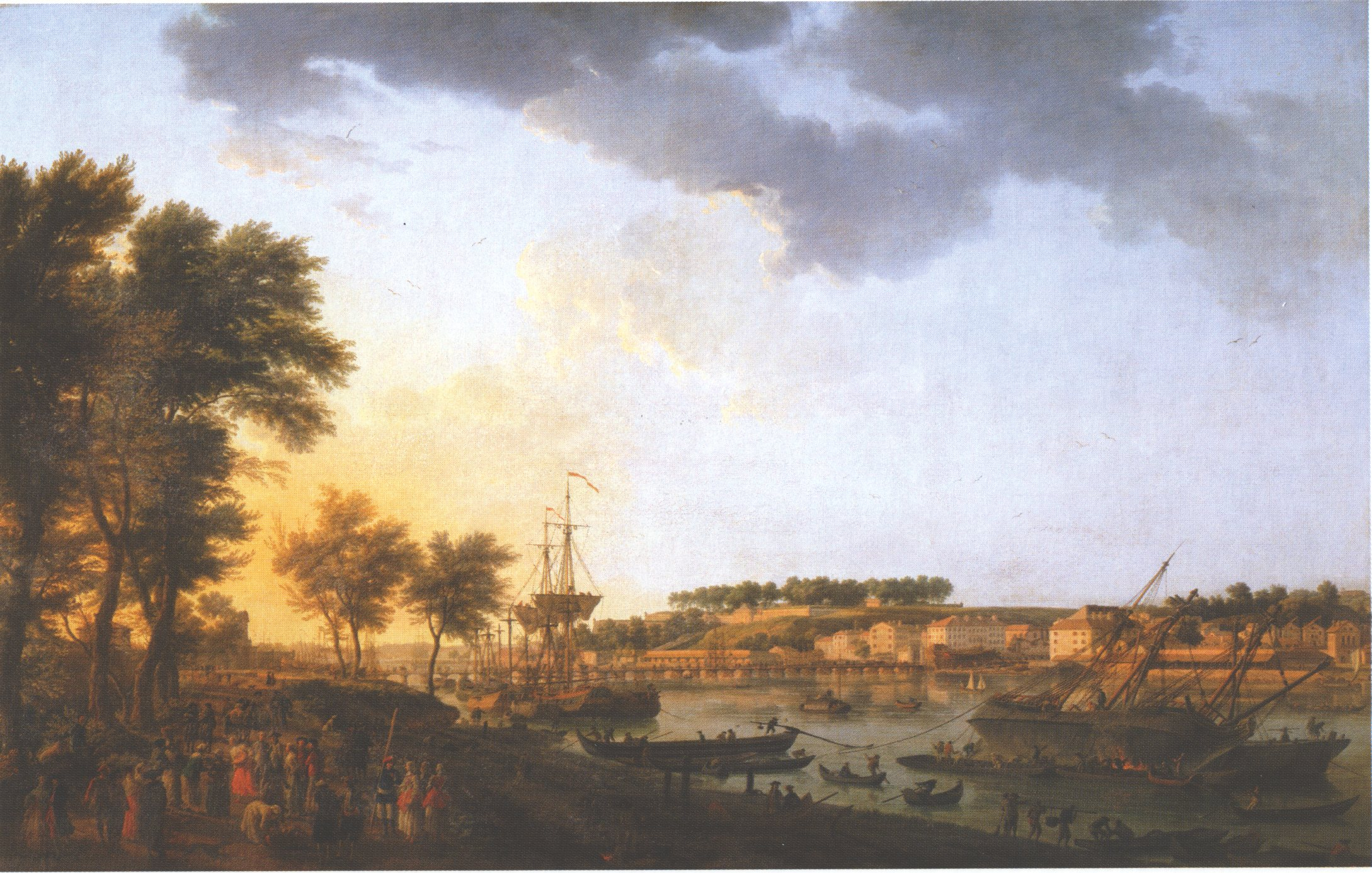
Vista del puerto de Bayona desde el paseo de Boufflers. Claude Joseph Vernet, 1755.
Museo Nacional de la Marina, París.

El depuesto rey y su esposa se pusieron bajo la protección de Napoleón y fueron custodiados por las tropas de Murat quien, por su parte, albergaba esperanzas de ser encumbrado rey de España por el emperador. Napoleón, sin embargo, tenía otros planes. Envió a un colaborador de su máxima confianza, el general Savary, para que comunicase a Murat su decisión de otorgar el trono de España a uno de sus hermanos y para que llevase a Francia, poco a poco, a la familia real al completo y a Godoy. Fue Savary quien convenció a Fernando de la conveniencia de acudir al encuentro del emperador que viajaba de París a Madrid, a lo que el rey accedió con la esperanza de que Napoleón lo reconociese y respaldase como rey de España. Antes de partir, Fernando nombró una Junta de Gobierno que debía gestionar los asuntos de Estado en su ausencia. En un principio, la entrevista debía celebrarse en Madrid, pero Napoleón, aduciendo asuntos imprevistos de gran urgencia, fue fijando lugares más al norte, para acortar el tiempo de viaje desde Francia: la Granja de San Ildefonso, Burgos, San Sebastián... Finalmente, Fernando VII acudió a Bayona; para asegurarse de que acudiría, los franceses empleaban la velada amenaza de no reconocer la abdicación de Carlos IV y de sostener a este contra Fernando. Así pues, el 20 de abril este pasó la frontera. Aunque aún no lo sabía, acababa de caer prisionero. Fue el inicio de un exilio que duraría seis años. Una prisión disimulada, en un palacio de cuyas inmediaciones no podía salir y con la promesa, siempre postergada, de recibir grandes cantidades de dinero. Carlos IV había abdicado en Fernando VII a cambio de la liberación de Godoy, y Napoleón lo había invitado también a Bayona, con la excusa de conseguir que Fernando VII le permitiese volver a España y recuperar su fortuna, que le había incautado. Ante la perspectiva de reunirse con su favorito e interceder a su favor, los reyes padres solicitaron acudir también a dicha reunión. Escoltados por tropas francesas, llegaron a Bayona el 30 de abril. Dos días más tarde, en Madrid, el pueblo se levantaría en armas contra los franceses, dando lugar a los hechos del 2 de mayo de 1808, que marcan el comienzo de la guerra de la Independencia española.

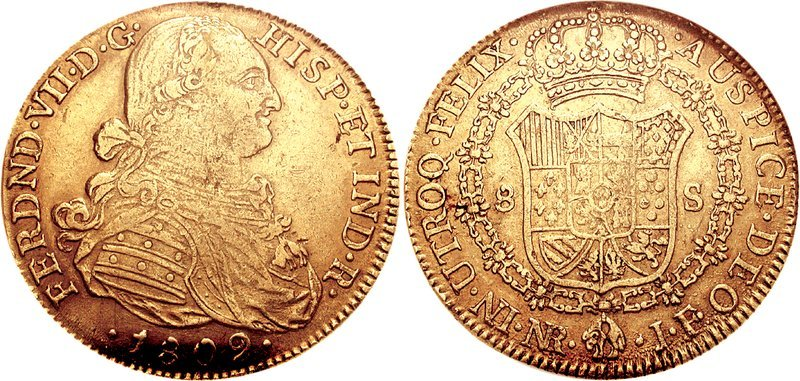
Ocho escudos de Fernando VII acuñados en Bogotá en 1809. Ante la falta de un modelo para el busto del rey, las cecas recurrieron al de su padre (como en la imagen) o diseñaron otros imaginarios.

Entretanto, la situación en Bayona estaba adquiriendo tintes grotescos. Napoleón impidió la llegada de Godoy hasta que todo estuvo consumado, de forma que no pudiese aconsejar a la familia real española, que demostró ser sumamente torpe. A Fernando VII le dijo que la renuncia al trono de su padre, producida tras el motín de Aranjuez, era nula ya que se había hecho bajo coacción, por lo que le exigió que le devolviese su trono. Su propia madre, en su presencia, le había pedido a Napoleón que lo fusilase por lo que le había hecho a Godoy, a ella y a su esposo. Napoleón obligó a Carlos IV a cederle sus derechos al trono a cambio de asilo en Francia para él, su mujer y su favorito, Godoy, así como una pensión de 30 millones de reales anuales. Como ya había abdicado anteriormente a favor de su hijo, consideró que no cedía nada. Cuando llegaron a Bayona las noticias del levantamiento de Madrid y de su represión, Napoleón y Carlos IV presionaron a Fernando para que reconociese a su padre como rey legítimo. A cambio recibiría un castillo y una pensión anual de cuatro millones de reales, que nunca cobró en su totalidad. Aceptó el 6 de mayo de 1808, ignorando que su padre ya había renunciado en favor del emperador. Finalmente, Napoleón otorgó los derechos a la corona de España a su hermano mayor, quien reinaría con el nombre de José I Bonaparte. Esta sucesión de traspasos de la Corona española se conoce con el nombre de «abdicaciones de Bayona».
No se trataba solo de un cambio dinástico. En una proclama a los españoles el 25 de mayo, Napoleón declaró que España se encontraba frente a un cambio de régimen con los beneficios de una Constitución sin necesidad de una revolución previa. A continuación, Napoleón convocó en Bayona una asamblea de notables españoles, la Junta española de Bayona. Aunque la asamblea fue un fracaso para Napoleón (solo acudieron setenta y cinco de los ciento cincuenta notables previstos), en nueve sesiones debatieron su proyecto y, con escasas rectificaciones, aprobaron en julio de 1808 el Estatuto de Bayona.
Las abdicaciones de Bayona no fueron reconocidas por los españoles «patriotas». El 11 de agosto de 1808, el Consejo de Castilla las invalidó, y el 24 de agosto se proclamó rey in absentia a Fernando VII en Madrid. Las Cortes de Cádiz, que redactaron y aprobaron la Constitución de 1812, no cuestionaron en ningún momento la persona del monarca y lo declararon como único y legítimo rey de la Nación española. En América, se organizaron Juntas de Gobierno autónomas en algunas de sus ciudades, las cuales  bajo los mismos principios revolucionarios de representación y soberanía popular, también reconocían a Fernando VII monarca de sus países, y desconocían toda autoridad venida de Europa, tanto napoleónica como de la Junta Suprema Central, para, posteriormente, en confrontación con el establecimiento de las Cortes españolas de 1810, formar sus propios Congresos Constituyentes y declarar su independencia total del Imperio español, dando lugar así al desarrollo de las guerras de independencia hispanoamericanas.

### El confinamiento en Valençay

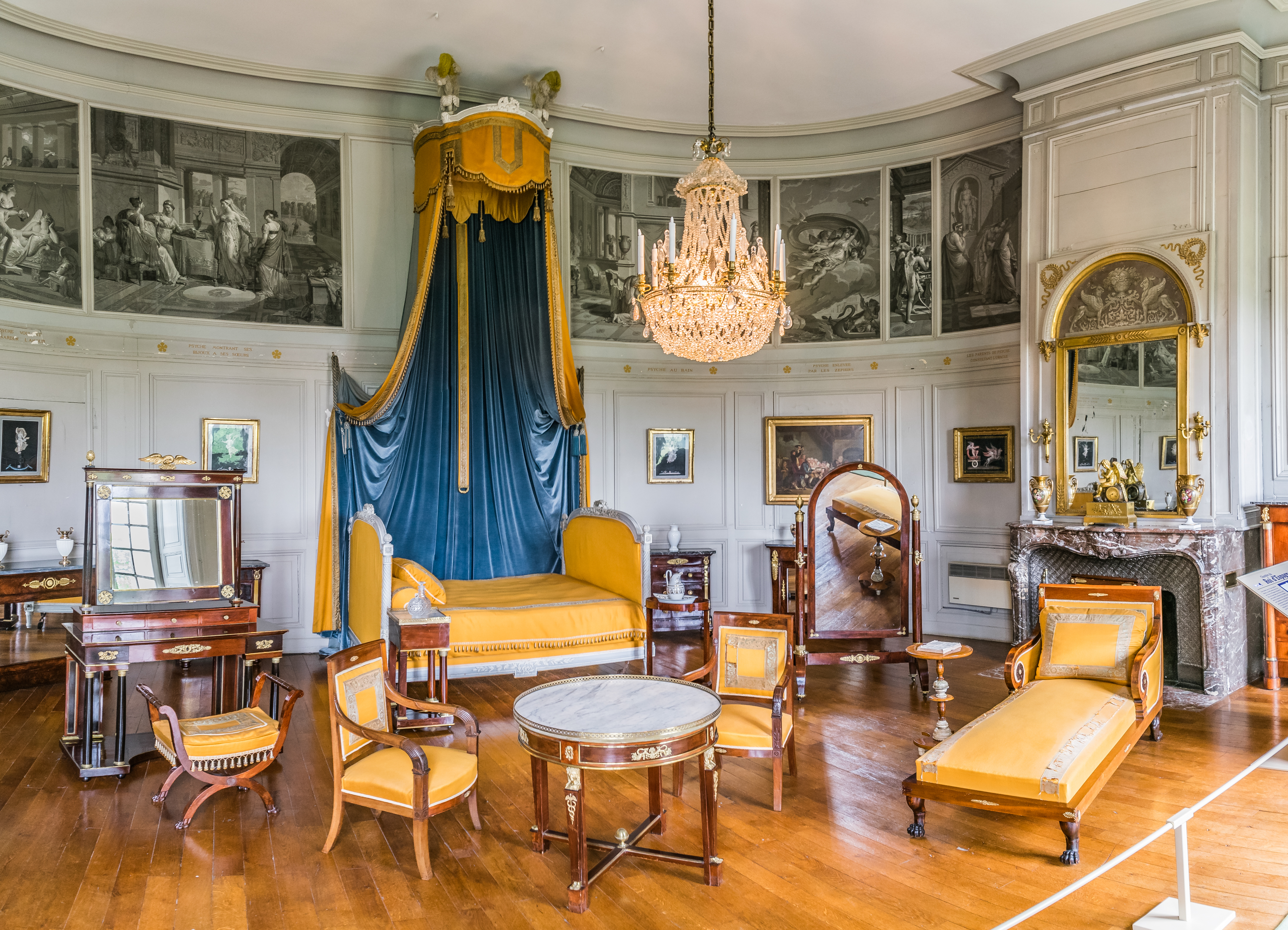
Habitación del castillo de Valençay que ocupó Fernando VII durante su cautiverio.

Fernando vio cómo el emperador ni siquiera se molestaba en cumplir el acuerdo y lo internaba, junto con su hermano don Carlos y su tío don Antonio, en el castillo de Valençay, propiedad de Charles Maurice de Talleyrand, príncipe de Benevento, antiguo obispo, entonces ministro de Asuntos Exteriores de Napoleón, con el que tramó el golpe de Estado que lo llevó al poder. Allí los recibió el 10 de mayo. Valençay era una propiedad rústica junto a un pueblo de unos dos mil habitantes, aislada en el centro de Francia, a unos trescientos kilómetros de París. Fernando permanecería en Valençay hasta el final de la Guerra de la Independencia. Sin embargo, sus condiciones de cautiverio no fueron muy severas; el rey y su hermano recibían clases de baile y música, salían a montar o a pescar y organizaban bailes y cenas. Disponían de una buena biblioteca, pero el infante don Antonio puso todos los impedimentos posibles con el fin de que no leyeran libros franceses que pudieran ejercer una mala influencia sobre sus jóvenes sobrinos. A partir del 1 de septiembre de 1814, sin embargo, la marcha de Talleyrand y la negativa de Bonaparte a cumplir lo estipulado con respecto a sufragar sus gastos —cuatrocientos mil francos anuales más las rentas del castillo de Navarra en la Alta Normandía—, hicieron que su tren de vida fuera cada vez más austero, reduciéndose la servidumbre al mínimo. Fernando no solo no hizo intento alguno de huir del cautiverio, sino que llegó a denunciar a un barón irlandés enviado por el Gobierno británico para ayudarlo a fugarse.
Creyendo que nada se podía hacer frente al poderío de Francia, Fernando pretendió unir sus intereses a los de Bonaparte, y mantuvo una correspondencia servil con el corso, hasta el punto de que este, en su destierro de Santa Elena, recordaba así la actuación del príncipe español:

No cesaba Fernando de pedirme una esposa de mi elección: me escribía espontáneamente para cumplimentarme siempre que yo conseguía alguna victoria; expidió proclamas a los españoles para que se sometiesen, y reconoció a José, lo que quizás se habrá considerado hijo de la fuerza, sin serlo; pero además me pidió su gran banda, me ofreció a su hermano don Carlos para mandar los regimientos españoles que iban a Rusia, cosas todas que de ningún modo tenía precisión de hacer. En fin, me instó vivamente para que lo dejase ir a mi Corte de París, y si yo no me presté a un espectáculo que habría llamado la atención de Europa, probando de esta manera toda la estabilidad de mi poder, fue porque la gravedad de las circunstancias me llamaba fuera del Imperio y mis frecuentes ausencias de la capital no me proporcionaban ocasión.

Su humillación servil le llegó al punto de organizar una fastuosa fiesta con brindis, banquete, concierto, iluminación especial y un solemne Te Deum con ocasión de la boda de Napoleón Bonaparte con María Luisa de Austria en 1810. Cuando el emperador reprodujo la correspondencia que le enviaba Fernando en Le Moniteur, para que todos, en especial los españoles, vieran su actuación, este se apresuró a agradecer a Napoleón que hubiese hecho público de tal modo el amor que le profesaba. En una de las cartas, dirigida al gobernador de Valençay y hecha pública en Le Moniteur el 26 de abril de 1810, Fernando expresó su deseo de ser hijo adoptivo de Bonaparte:

Mi mayor deseo es ser hijo adoptivo de S. M. el emperador nuestro soberano. Yo me creo merecedor de esta adopción que verdaderamente haría la felicidad de mi vida, tanto por mi amor y afecto a la sagrada persona de S. M., como por mi sumisión y entera obediencia a sus intenciones y deseos.

Sin embargo, la condición de prisionero de Napoleón creó en Fernando el mito del Deseado, víctima inocente de la «tiranía napoleónica».

### El regreso de «el Deseado»

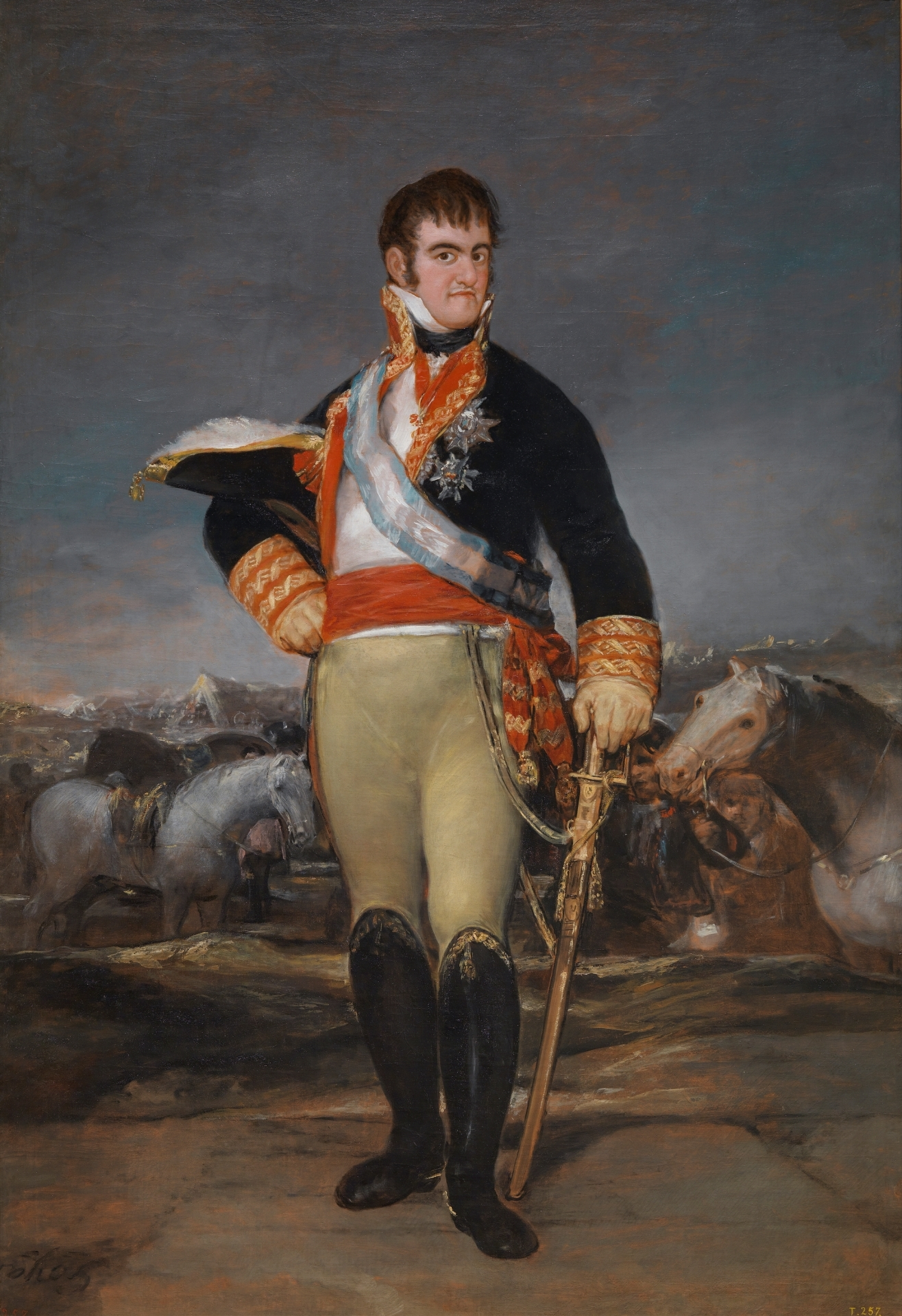
Retrato de Fernando VII. Francisco de Goya, Museo del Prado.

En julio de 1812, Arthur Wellesley, futuro duque de Wellington, entró en España desde Portugal al frente de un ejército anglo-portugués y  derrotó a los franceses en Arapiles, expulsándolos de Andalucía y amenazando Madrid. Si bien los franceses contraatacaron, una nueva retirada de tropas francesas de España tras la catastrófica campaña de Rusia a comienzos de 1813 permitió a las tropas aliadas expulsar ya definitivamente al rey José I Bonaparte de Madrid y derrotar a los franceses en Vitoria y San Marcial. José Bonaparte dejó España, y Napoleón se aprestó a defender su frontera sur hasta poder negociar una salida.
Según Sánchez Mantero, Fernando, al ver que por fin la estrella de Bonaparte empezaba a declinar, se negó arrogantemente a tratar con el gobernante de Francia sin el consentimiento de la nación española y la Regencia, pero temiendo que hubiera un brote revolucionario en España, se avino a negociar. Por el Tratado de Valençay de 11 de diciembre de 1813, Napoleón reconoció a Fernando VII como rey, que recuperó así el trono y todos los territorios y propiedades de la Corona y sus súbditos antes de 1808, tanto en territorio nacional como en el extranjero; a cambio, se avenía a la paz con Francia, el desalojo de los británicos y su neutralidad en lo que quedaba de guerra. También acordó el perdón de los partidarios de José I, los afrancesados.
Aunque el tratado no fue ratificado por la Regencia, Fernando VII fue liberado, se le concedió pasaporte el 7 de marzo de 1814, salió de Valençay el 13, viajó hacia Toulouse y Perpiñán, cruzó la frontera española y fue recibido en Báscara, población situada entre Figueras y Gerona, por el general Copons ocho días después, el 24 de marzo. Fernando regresó a España sin un plan político claro, expectante ante la situación que se encontraría tras su larga ausencia, pero con una actitud netamente contraria a las reformas plasmadas en la Constitución de 1812 que, si bien le reservaban el ejercicio del poder ejecutivo, lo privaban del legislativo —que quedaba reservado a las Cortes— y de la soberanía —que se atribuía a la nación y no al monarca—.

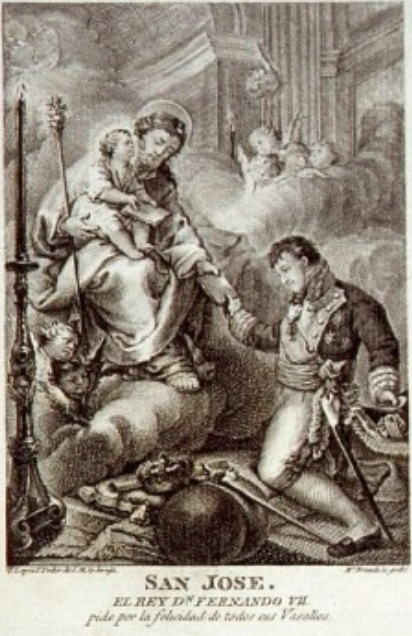
Representación de Fernando VII rezando por su pueblo ante el patriarca san José.

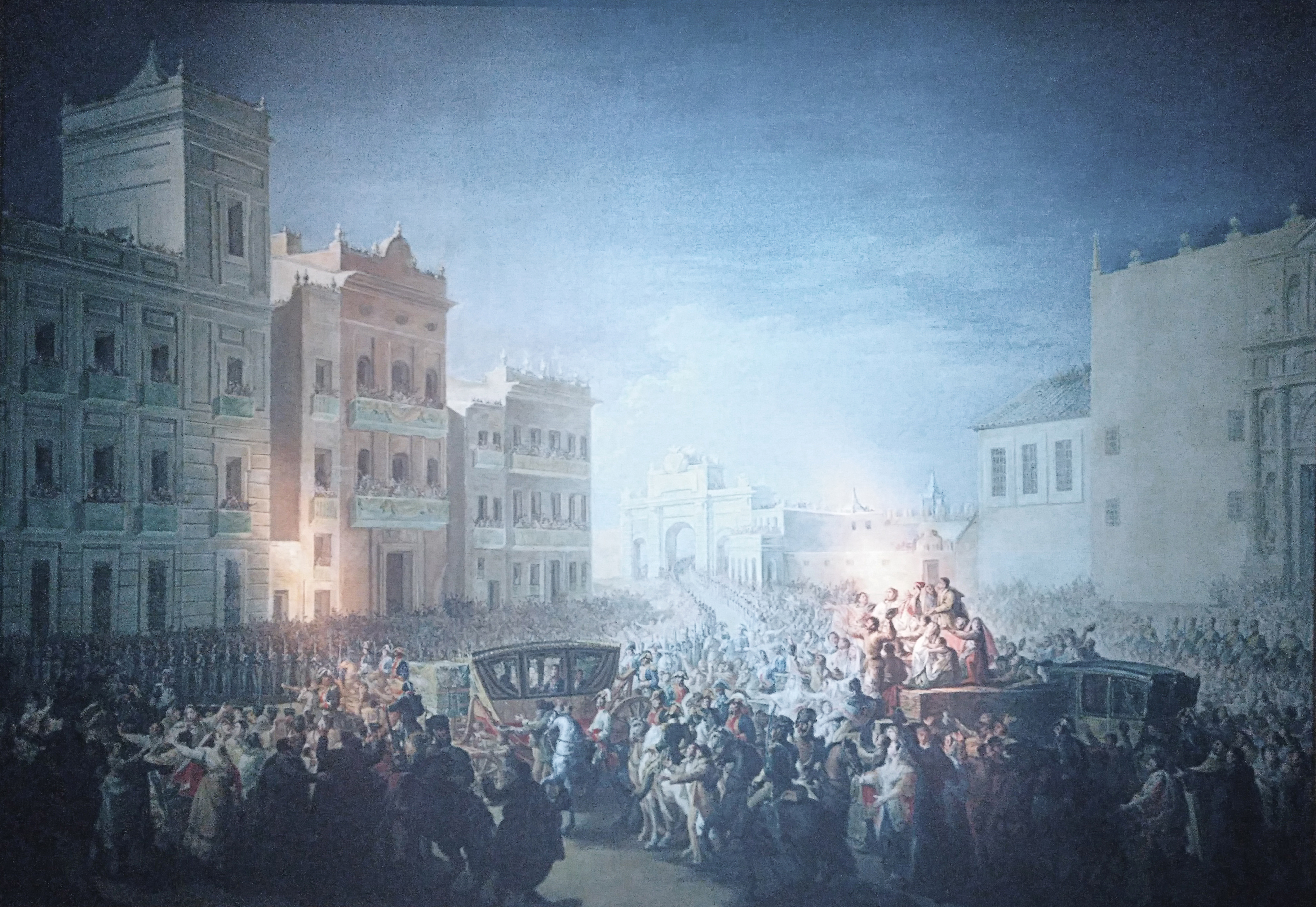
Entrada de Fernando VII en Valencia el 14 de mayo de 1814. Cuadro de Fernando Brambila en el Palacio de Cervellón.

Respecto a la Constitución de 1812, el decreto de las Cortes de 2 de febrero de 1814 había establecido que «no se reconocerá por libre al rey, ni por tanto se le prestará obediencia, hasta que en el seno del Congreso nacional preste el juramento prescrito en el artículo 173 de la Constitución». Fernando VII se negó a seguir el camino marcado por la Regencia y en Reus se desvió a Zaragoza donde pasó la Semana Santa invitado por Palafox. Desde la capital aragonesa fue a Teruel y entró en Valencia el 16 de abril. Allí lo esperaba el cardenal arzobispo de Toledo, Luis de Borbón, presidente de la Regencia y favorable a las reformas liberales de 1812. También acudió a Valencia una representación de los diputados absolutistas de Cortes de Cádiz presidida por Bernardo Mozo de Rosales, encargado de entregar al rey un manifiesto firmado por sesenta y nueve diputados «serviles», que era como llamaban los liberales a los partidarios de la monarquía absoluta. Era el llamado Manifiesto de los Persas, que propugnaba la supresión de la Cámara gaditana y justificaba la restauración del Antiguo Régimen. El 17 de abril, el general Elío, al mando del Segundo Ejército, puso sus tropas a disposición del rey y lo invitó a recobrar sus derechos. Fue el primer pronunciamiento de la historia de España, según Stanley G. Payne.
El 4 de mayo de 1814, Fernando VII firmó un decreto, redactado por Juan Pérez Villamil y Miguel de Lardizábal, que restablecía la monarquía absoluta y declaraba nula y sin efecto la Constitución de 1812 y toda la obra de las Cortes de Cádiz. El Decreto también conocido como el Manifiesto del 4 de mayo fue el primer paso del golpe de Estado de mayo de 1814 que le devolvió sus poderes absolutos y que no sería publicado hasta el 11 de mayo cuando el golpe ya había triunfado.

[...] mi real ánimo es no solamente no jurar ni acceder a dicha Constitución, ni a decreto alguno de las Cortes [...] sino el de declarar aquella Constitución y aquellos decretos nulos y de ningún valor ni efecto, ahora ni en tiempo alguno, como si no hubiesen pasado jamás tales actos y se quitasen de en medio del tiempo, y sin obligación en mis pueblos y súbditos de cualquiera clase y condición a cumplirlos ni guardarlos.
Modesto Lafuente (1869), Historia general de España, tomo XXVI, 2.ª ed.

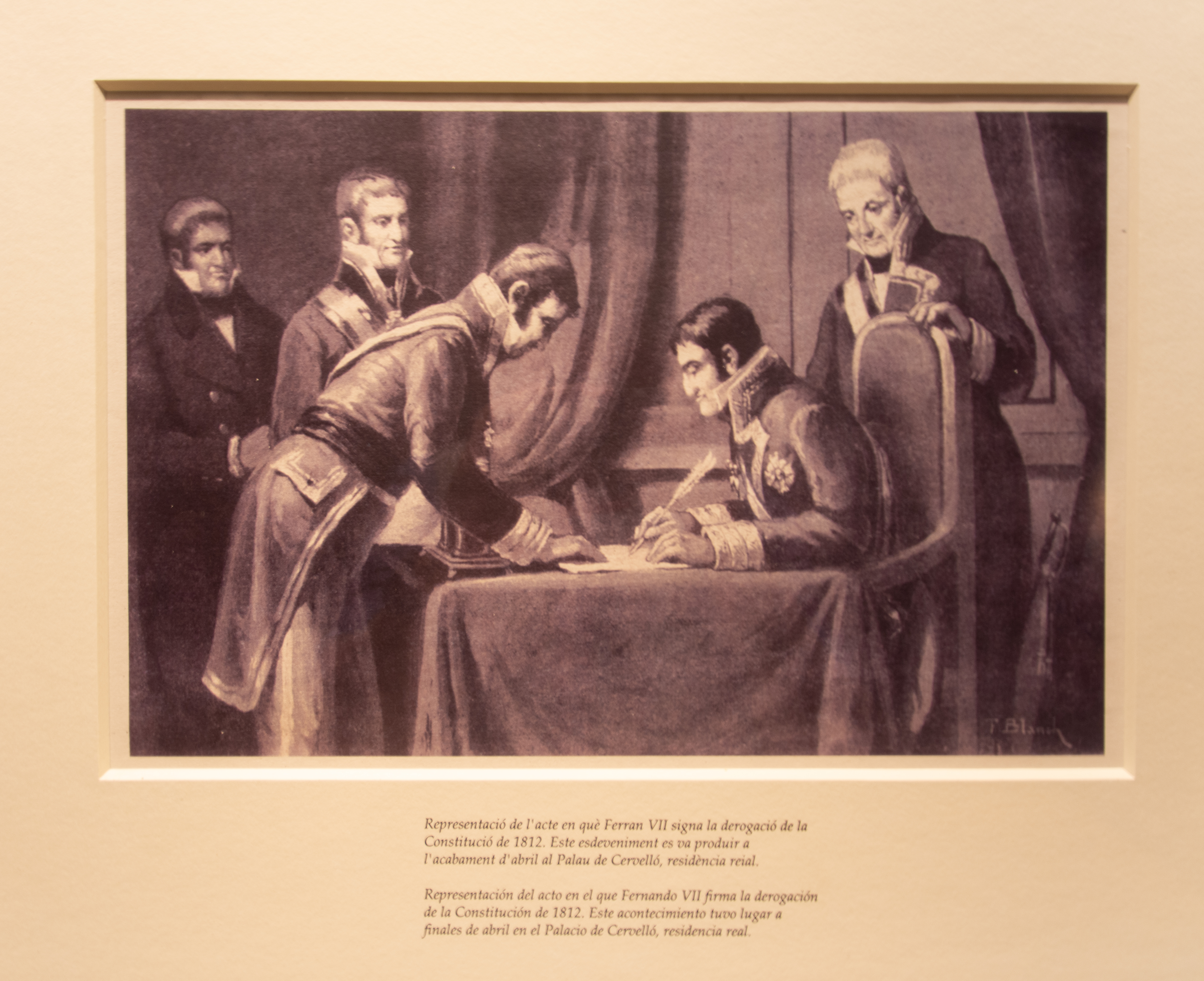
Derogación de la Constitución de 1812 por Fernando VII en el palacio de Cervelló.

Tras reponerse de un ataque de gota, el rey salió el 5 de mayo desde Valencia hacia Madrid. Había nombrado capitán general de Castilla la Nueva a Francisco de Eguía, absolutista acérrimo, que había sido encargado por el rey de ejecutar el golpe de Estado. El 11 de mayo organizó la represión en la capital, arrestando a los diputados de las Cortes y despejando el panorama para la entrada triunfal del monarca. Detenidos los miembros de la Regencia, los ministros y los partidarios de la soberanía nacional, el golpe de Estado se consumó en la madrugada del 11 de mayo con la disolución de las Cortes exigida por Eguía y ejecutada sin oposición por su presidente Antonio Joaquín Pérez, uno de los firmantes del Manifiesto de los Persas.
El 13 de mayo, Fernando VII, que había permanecido en Aranjuez desde el día 10 a la espera de que el golpe triunfara, entró triunfalmente por fin en Madrid.

### Reinado

#### Primer sexenio absolutista

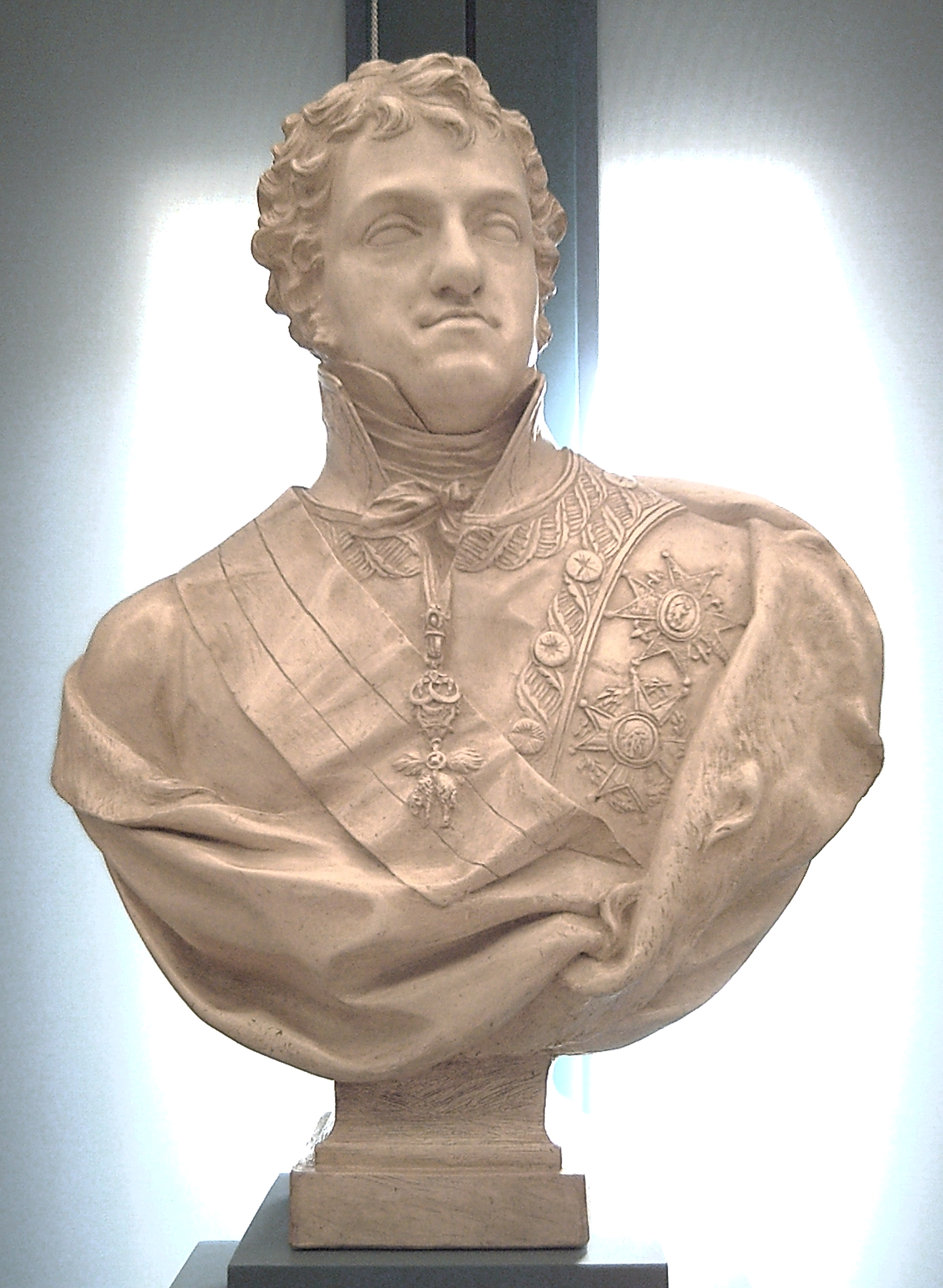
Busto oficial de Fernando VII, por F. Elías (Real Academia de Bellas Artes de San Fernando, Madrid).

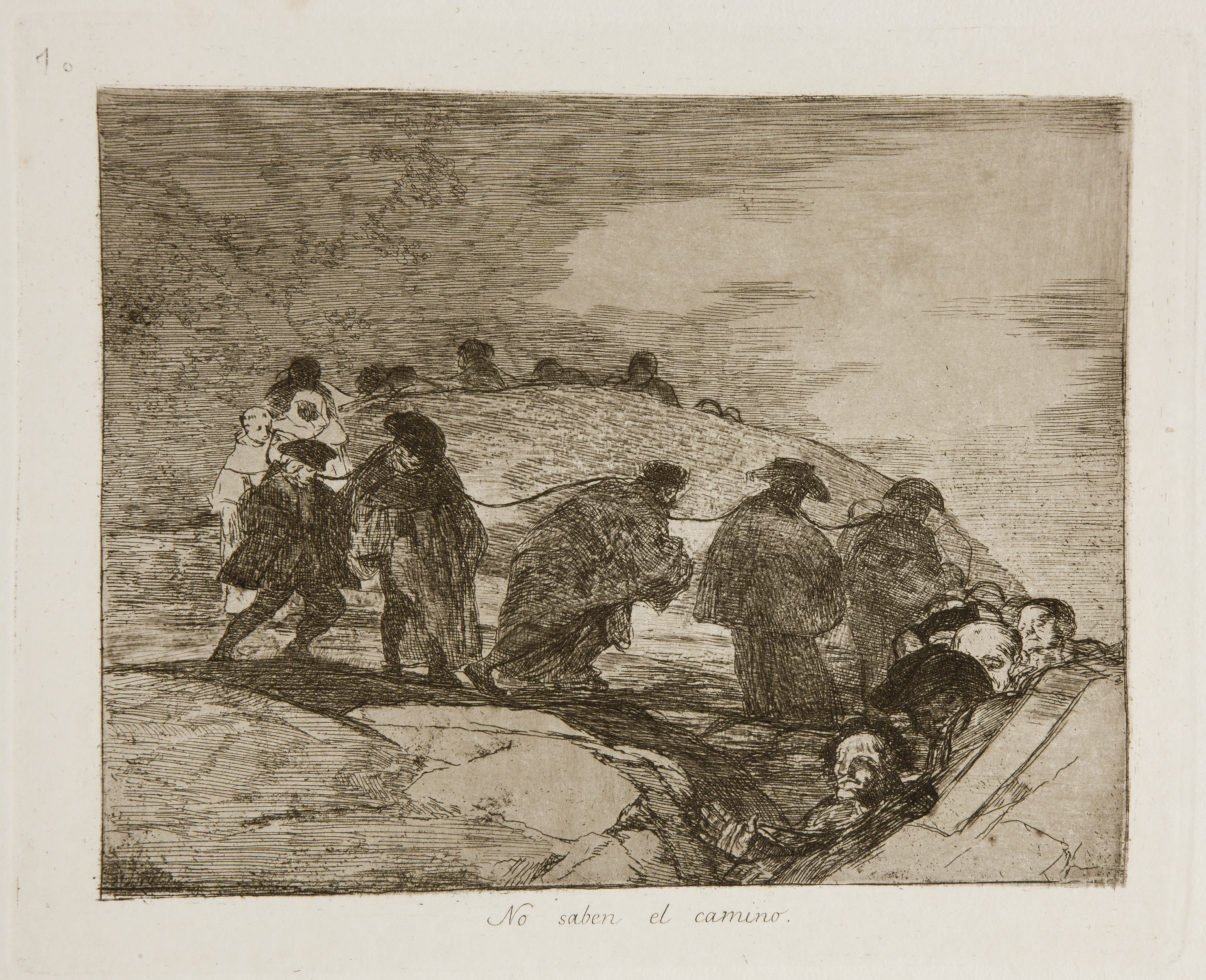
Lámina 70 de Los desastres de la guerra, de Francisco de Goya, que muestra una hilera de personajes de todas la clases sociales: sacerdotes, nobles y humildes; unidos entre si por una cuerda y atravesando un paisaje árido y hostil, siendo el primero de la fila, un ciego. De este modo, España, representada en la estampa en todas sus clases sociales, se convirtió en un país en manos de un monarca guiado por los principios del Antiguo Régimen que se alejaba de las ideas de la Ilustración y de la luz de la razón.

Durante la primera etapa del reinado, entre los años 1814 y 1820, el rey restableció el absolutismo anterior al periodo constitucional. La tarea que aguardaba a Fernando era extremadamente compleja. La economía del país había sufrido grandes estragos y a ello había que añadir la división política de la población. El país se hallaba en la miseria y había perdido toda su importancia internacional. La nación, que había perdido un millón de habitantes de los doce con los que contaba por entonces, había quedado arrasada por los largos años de combates. A las difíciles comunicaciones con América, que se sufrían ya a finales del siglo anterior, se unió una honda deflación, causada fundamentalmente por la guerra contra los franceses y la de la independencia de los territorios americanos. La pérdida de estos tuvo dos consecuencias principales: agudizar la crisis económica (por la pérdida de los productos americanos, del metal para moneda y del mercado que suponían para los productos ibéricos) y despojar al reino de su importancia política, relegándolo a un puesto de potencia de segundo orden. Pese a haber contribuido sustancialmente a la derrota de Napoleón, España tuvo un papel secundario en el Congreso de Viena y en los tratados de Fontainebleau y París. Fernando habría tenido que contar con unos ministros excepcionalmente capaces para poner orden en un país devastado por seis años de guerra, pero apenas contó con un par de estadistas de cierta talla. Tampoco él mismo demostró estar a la altura de los gravísimos problemas que aquejaban al país. La inestabilidad del gobierno fue constante, y los fracasos a la hora de resolver adecuadamente los problemas determinaron los continuos cambios ministeriales.
| Deflación fernandina. Evolución de los precios (100=1812) |
|                                                           |
| Según Sánchez Mantero, p. 89.                             |

La implantación del proteccionismo para tratar de fomentar la industria nacional favoreció el crecimiento espectacular del contrabando, que se ejerció en todas las fronteras y, en especial, en la gibraltareña. A la mengua del comercio se sumaba la mala situación de la agricultura y la industria. Uno de los motivos del atraso agrícola era la estructura de la propiedad agraria —además de los estragos bélicos—, que no varió durante el reinado de Fernando. Tampoco mejoraron los métodos de cultivo. La producción, sin embargo, se recuperó en general rápidamente, aunque no así los precios agrícolas, lo que causó penurias en el campesinado, obligado a pagar onerosas rentas y tributos. En esta época se extendió el cultivo del maíz y de la patata. La ganadería también había quedado muy perjudicada por la guerra y la cabaña ovina se redujo notablemente, lo que afectó a su vez a la industria textil, falta además de capital. Esta industria perdió, además, su fuente principal de suministro de algodón al independizarse los territorios americanos, lo que privó también de materia prima a la tabacalera. Económicamente, el reinado de Fernando se caracterizó por la postración y crisis, favorecidas además por el inmovilismo gubernamental, que apenas aplicó ciertos retoques fiscales.
Pese a la continua penuria económica, la población creció, aunque de manera muy desigual. Se calcula que en el primer tercio de siglo aumentó en al menos un millón y medio de habitantes, pese a los efectos de las guerras. Escaso de población, comparado con otras naciones europeas, aquella se concentraba además en núcleos urbanos, con zonas rurales casi desiertas, situación que chocaba a los observadores extranjeros. No hubo, sin embargo, una transformación profunda de la sociedad ni la implantación de la igualdad teórica ante la ley. Durante el reinado de Fernando, se mantuvo fundamentalmente la estructura social del Antiguo Régimen y la división de la población en estamentos que le era característica. La nobleza y el clero eran numéricamente reducidos y el grueso de la población la componían las escasas clases medias y el abundante campesinado. Más de la mitad de la población se dedicaba por entonces a las labores del campo y apenas una décima parte a la artesanía y la industria. Durante el reinado de Fernando, se redujo el número de artesanos, desaparecieron los gremios y comenzó a aparecer el proletariado industrial.
El primer sexenio del reinado fue un periodo de persecución de los liberales, los cuales, apoyados por parte del Ejército, la burguesía y organizaciones secretas como la masonería, intentaron sublevarse varias veces para restablecer la Constitución. Sus intentos fracasaron reiteradamente, pues por entonces los liberales eran pocos y tenían escasa fuerza. Contaron, no obstante, con la colaboración de numerosos guerrilleros, licenciados o postergados en el reducido Ejército de la posguerra. El apoyo de la burguesía se debió, por su parte, al deseo de reformas sociales y económicas que propiciasen el auge del mercado español una vez dadas casi por perdidas las colonias americanas; el florecimiento de la demanda interna era considerado indispensable para relanzar la actividad industrial y comercial. La escasa burguesía propugnaba por ello la reforma de la propiedad campesina, para sacar al campo de la ruina y que los labradores sustituyesen a las fuentes de demanda perdidas; esto se oponía al conservadurismo del rey, que pretendía mantener la situación de 1808. A pesar de que Fernando VII había prometido respetar a los afrancesados, nada más llegar procedió a desterrar a todos aquellos que habían ocupado cargos de cualquier tipo en la administración de José I. Por decisión del monarca y a espaldas del Gobierno, el país ingresó en la Santa Alianza.
Durante el período desaparecieron la prensa libre, las diputaciones y ayuntamientos constitucionales y se cerraron las universidades. Se restableció la organización gremial y se devolvieron las propiedades confiscadas a la Iglesia.

#### Triunfo temporal de los liberales y gobierno constitucional
En enero de 1820 se produjo una sublevación entre las fuerzas expedicionarias acantonadas en la península que debían partir hacia América para reprimir la insurrección de las colonias españolas. Aunque este pronunciamiento, encabezado por Rafael de Riego, no tuvo el éxito necesario, el gobierno tampoco fue capaz de sofocarlo, y poco después una sucesión de sublevaciones que comenzaron en Galicia se extendió por toda España. Fernando VII se vio obligado a jurar la Constitución en Madrid el 9 de marzo de 1820. Al día siguiente pronunció la histórica frase:

Marchemos francamente, y yo el primero, por la senda constitucional.

El hundimiento del régimen absolutista se debió más a su propia debilidad que a la fuerza de los liberales. En seis años, había sido incapaz de modernizar las estructuras estatales y aumentar los recursos hacendísticos sin mudar las estructuras sociales ni abolir los privilegios, objetivo que se había propuesto tras el golpe de Estado de mayo de 1814. Comenzó así el Trienio Liberal o Constitucional. El sometimiento de Fernando a la Constitución y al poder de los liberales fue, sin embargo, contrario a su voluntad. El rechazo a estos se acentuó durante el trienio en el que las dos partes hubieron de compartir el poder.

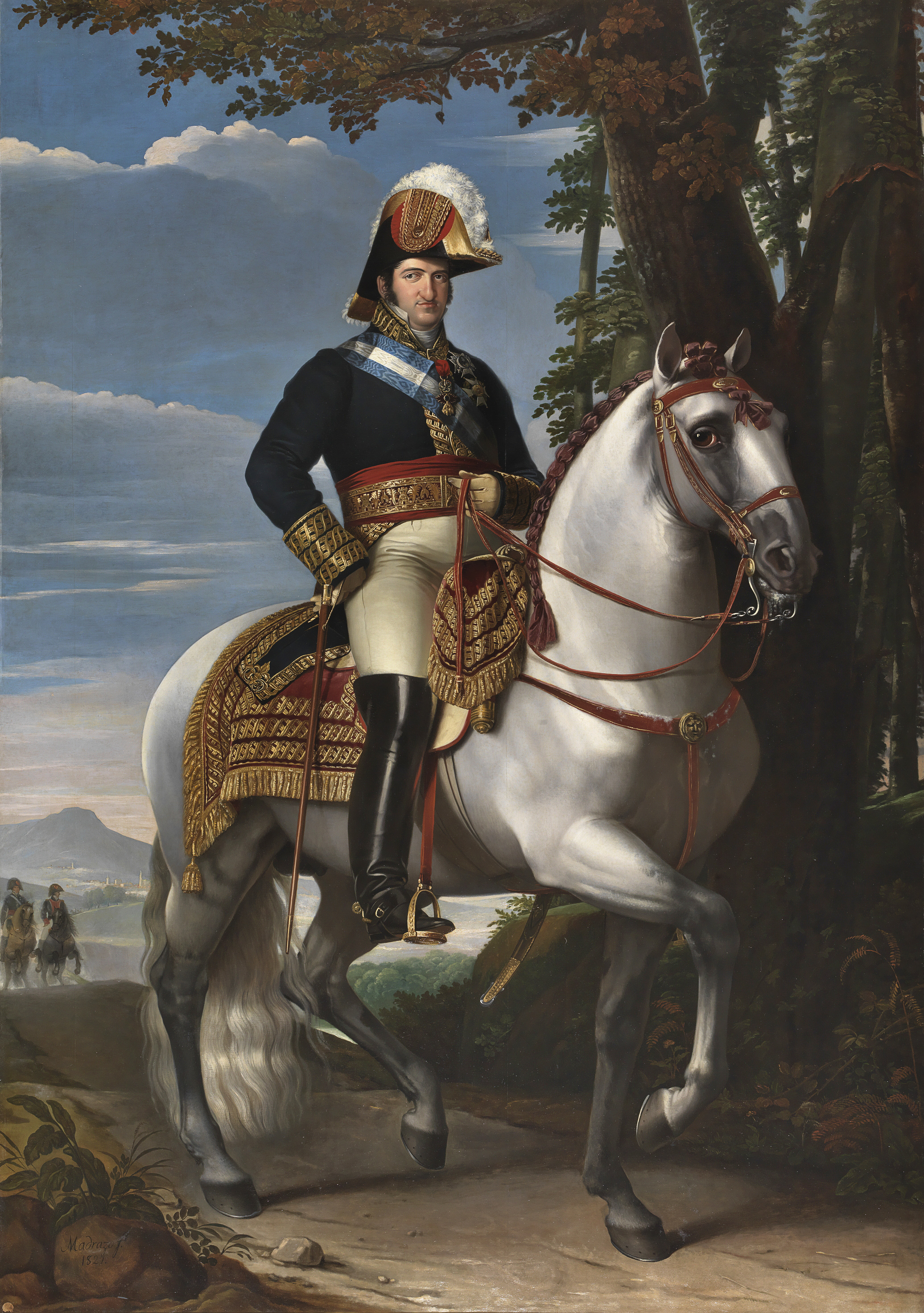
Retrato ecuestre de Fernando VII por José de Madrazo (1821), Museo del Prado.

Durante el Trienio, se puso fin al absolutismo y, entre otras medidas, se suprimió la Inquisición. Sin embargo, aunque el rey aparentaba acatar el régimen constitucional, conspiraba secretamente para restablecer el absolutismo (sublevación de la Guardia Real en julio de 1822, sofocada por la Milicia Nacional de Madrid; Regencia de Urgel). Utilizó, además, los poderes constitucionales para entorpecer la aprobación de reformas que desearon implantar los liberales. El objetivo del rey fue, durante toda esta etapa, el de recobrar el poder absoluto perdido en 1820.
Según Sánchez Mantero, los liberales mostraron su bisoñez en los asuntos de Estado y una errónea confianza en que la restauración de la Constitución acabaría por sí sola con los anhelos independentistas en América. Con el rey mantuvieron una constante relación de desconfianza mutua. En su seno pronto surgieron divisiones entre los moderados y los exaltados; los primeros, según Sánchez Manterio, solían tener más experiencia, edad y cultura, mientras que los segundos habían desempeñado un papel destacado en el triunfo liberal de 1820. Los primeros se conformaban con menores reformas y estaban más dispuestos a colaborar con las viejas clases dominantes, mientras que los segundos ansiaban mayores cambios. Esta división complicó la tarea gubernamental de los liberales. De nuevo según Sánchez Mantero, otro obstáculo a su labor era la inclinación hacia el absolutismo del grueso del pueblo llano, en su mayoría analfabeto. El principal adversario del gobierno constitucional, además de los eclesiásticos, fue una parte del campesinado, que constituía el setenta y cinco por ciento de la población española, apegado a tradiciones y viejas instituciones y perjudicado por algunas medidas de los liberales. Los absolutistas organizaron las partidas realistas, unos movimientos guerrilleros similares a los que habían existido durante la guerra contra los franceses, y también realizaron algunos alzamientos, tan mal planeados e igual de fallidos que los de los liberales del sexenio anterior. Las partidas realistas, que se multiplicaron en 1822, adoptaron una posición fundamentalmente reaccionaria y acosaron al ejército regular durante la Guerra Realista.
Según Sánchez Mantero, en lo referente a la economía, los gobiernos liberales tampoco resultaron más afortunados que los absolutistas, tanto por lo corto de su duración como por lo «utópico» de las medidas que trataron de aplicar.

#### Intervención de las potencias y restauración absolutista

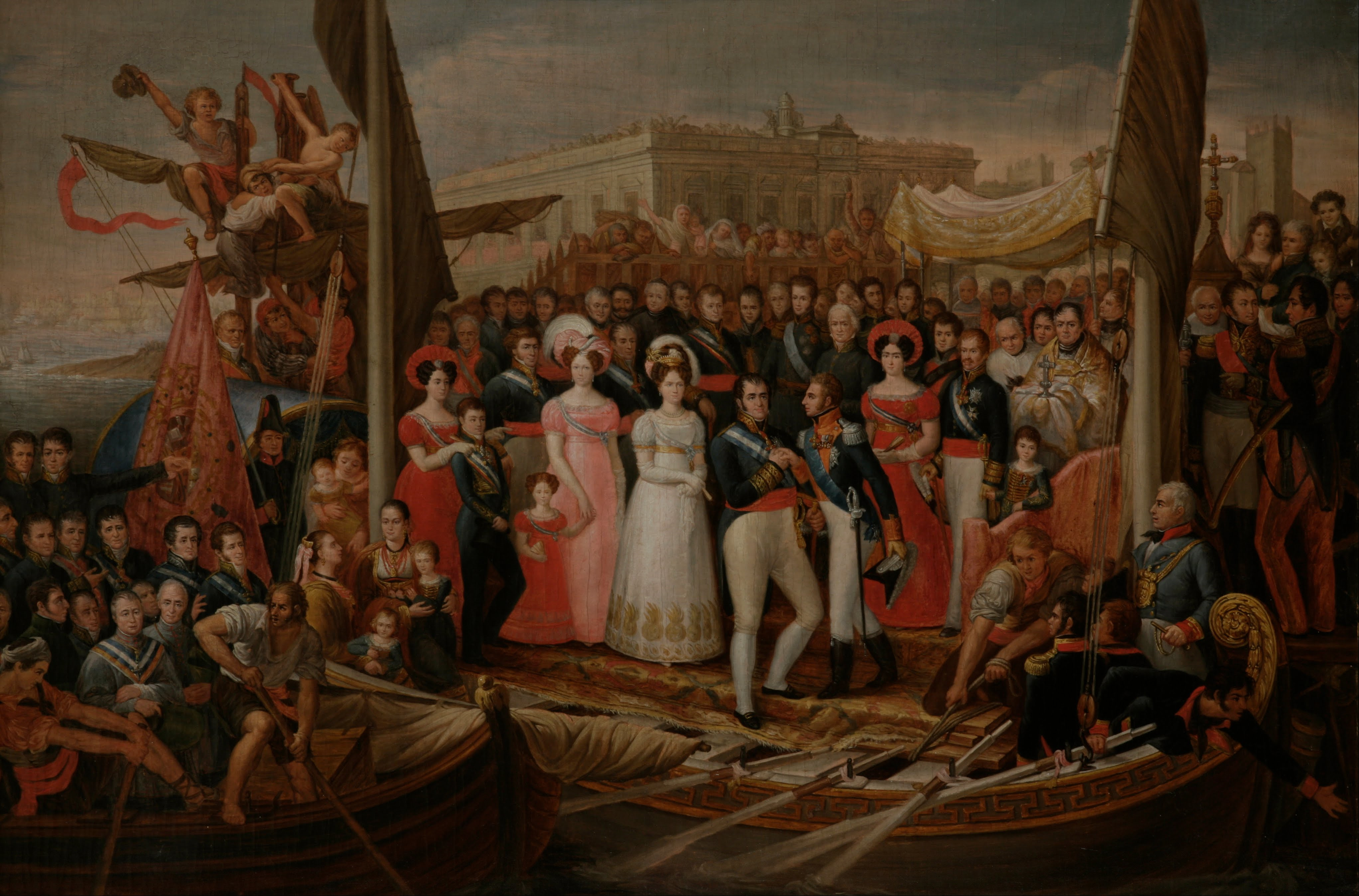
Cuadro de José Aparicio que representa el desembarco de Fernando VII en el Puerto de Santa María tras haber sido «liberado» de su «cautiverio» en Cádiz. Es recibido por el duque de Angulema, comandante de los Cien Mil Hijos de San Luis que han invadido España para «rescatarlo», y por el duque del Infantado, presidente de la Regencia absolutista nombrada por los franceses.

El monarca encarecía a las potencias europeas, principalmente a Francia y a Rusia, para que interviniesen en España contra los liberales. Tras el Congreso de Verona, las potencias en efecto solicitaron al Gobierno español que modificase la Constitución, petición que fue tajantemente rechazada. Este rechazo decidió finalmente a Francia, que había buscado en principio una solución política y no militar, a invadir España en una operación bien planeada para evitar las requisas y saqueos de la anterior invasión napoleónica. El mando se entregó al duque de Angulema, sobrino del soberano francés. Finalmente, la intervención del ejército francés de los «Cien Mil Hijos de San Luis» restableció la monarquía absoluta en España (octubre de 1823). La campaña francesa, que comenzó en abril, fue relativamente rápida y solo encontró una resistencia enconada en Cataluña por el ejército comandado por Francisco Espoz y Mina. El rey fue «arrastrado» por los liberales en su retirada hacia el sur y, ante su oposición a dejar Sevilla y marchar a Cádiz, llegó a ser incapacitado temporalmente. En agosto comenzó el cerco francés de Cádiz, que capituló el 30 de septiembre, tras la promesa real de seguridad para los que habían defendido la Constitución. El rey no cumplió la promesa e inició una dura represión contra los liberales muchos de los cuales tuvieron que partir al exilio para evitar la persecución. Fernando VII abolió todos los cambios del Trienio liberal, con la única excepción de la supresión de la Inquisición, y proclamó que durante los tres años que había tenido que compartir el poder con los liberales no había gozado de «libertad». Fernando regresó a Madrid en una marcha triunfal que repitió, en sentido inverso, el camino que había seguido obligado por el Gobierno liberal. Paradójicamente, los franceses, que le habían devuelto la autoridad absoluta, desempeñaron a partir de entonces un papel moderador de la política de Fernando y le instaron a conceder ciertas reformas. Para garantizar el trono de Fernando, los franceses mantuvieron un conjunto de guarniciones en el país, que ejercieron también un efecto moderador del absolutismo del rey.

#### Absolutismo y reformismo moderado
Se inició así su última época de reinado, la llamada «Década Ominosa» (1823-1833), en la que se produjo una durísima represión de los elementos liberales, acompañada del cierre de periódicos y universidades (primavera de 1823). Víctima de esta represión fue Juan Martín Díez, el "Empecinado", quien había luchado a favor de Fernando VII durante la guerra de independencia, que fue ejecutado en 1825 por su posición liberal. La Real Cédula de 1 de agosto de 1824 prohibió «absolutamente» en España e Indias las sociedades de francmasones y otras cualesquiera secretas. Paradójicamente, una de las primeras medidas del nuevo Gobierno absolutista fue la creación del Consejo de Ministros, que en los primeros años mostró escasa cohesión y poder, pero que resultaba una novedad en el sistema de gobierno.
Las intentonas liberales para recuperar el poder, que se sucedieron en la última etapa del reinado (en 1824, 1826, 1830 y 1831), fracasaron. Junto a la represión de los liberales, empero, se llevó a cabo también una serie de reformas moderadas que modernizaron parcialmente el país y que auguraron el fin del Antiguo Régimen y la instauración del Estado liberal, que se consumó tras la muerte de Fernando. A la creación del Consejo de Ministros se unió, en 1828, la publicación del primer presupuesto estatal. Para favorecer el aumento de la riqueza nacional y el de los exiguos ingresos del Estado, se creó el Ministerio de Fomento, de escaso éxito. El cambio en la Secretaría de Estado del conde de Ofalia por Francisco Cea Bermúdez en julio de 1824 supuso un freno a las reformas. El siguiente año fue de acentuación de la persecución de la oposición liberal, formación de cuerpos de voluntarios realistas y de creación de las primeras juntas de fe, sustitutas de la desaparecida Inquisición. En noviembre de 1824, sin embargo, volvieron a abrir las universidades, a las que se dotó de un plan de enseñanza común. Se reguló también la enseñanza primaria. La actitud moderada de los franceses y la templanza de Cea Bermúdez desilusionaron a los monárquicos más extremistas, que quedaron desencantados con la situación tras la derrota liberal de 1823 y comenzaron a formar una oposición al Gobierno a partir de 1824. Se registraron levantamientos absolutistas instigados por el clero y por los partidarios del infante Carlos María Isidro, hermano de Fernando, que se perfilaba como sucesor. Las diversas confabulaciones en favor del infante don Carlos fracasaron, y las investigaciones sobre las tramas siempre evitaron investigar al hermano del rey.
También se consumó la práctica desaparición del Imperio español. En un proceso paralelo al de la península tras la invasión francesa, la mayor parte de los territorios americanos declararon su independencia y comenzaron un tortuoso camino hacia repúblicas liberales (Santo Domingo también declaró su independencia, pero poco después fue ocupada por Haití). Solo las islas caribeñas de Cuba y Puerto Rico, junto con las Filipinas, las Marianas (incluyendo Guam) y las Carolinas, en el Pacífico, permanecían bajo el dominio de España.
En 1829 una expedición partió desde Cuba con la intención de reconquistar México al mando del almirante Isidro Barradas. La empresa acabó finalmente derrotada por las tropas mexicanas.
En 1827 tuvo que sofocar una revuelta en Cataluña. El descontento de los monárquicos por el reparto de puestos y favores tras la restauración absolutista de 1823, la mengua de los precios agrícolas que atizó el malestar de los campesinos y el rechazo a la presencia de las tropas francesas en la región se unieron para favorecer la causa del pretendiente don Carlos. La mayoría de los revoltosos eran gente sencilla, harta de los abusos de la administración, que fue utilizada por los ultraconservadores. Aunque tardía, la respuesta gubernamental fue eficaz. En septiembre de 1827 el conde de España recibió el mando de un ejército de veinte mil soldados para aplastar la revuelta y Fernando se aprestó a visitar la región. A finales del mes, llegó a Tarragona y en octubre los sublevados habían entregado las armas. En las semanas siguientes, las unidades francesas evacuaron el territorio y el 3 de diciembre Fernando llegó a Barcelona. Permaneció en ella hasta la primavera; en abril volvió a Madrid, visitando de camino varias ciudades del noreste del país.
El fracaso del alzamiento dio cierta estabilidad al Gobierno, que emprendió seguidamente una serie de reformas: en octubre de 1829 aprobó el código de comercio; ese mismo año se creó un cuerpo de carabineros de costas y fronteras para tratar de frenar el abundante contrabando y se concedió a Cádiz la condición de puerto franco, para compensar el declive de su comercio con América. En estos últimos años de reinado se perfiló el proyecto de creación del banco de San Fernando y la Ley orgánica de la Bolsa.
En octubre de 1830, las tropas reales desbarataron un nuevo intento de invasión liberal, esta vez desde Francia, acaudillada, entre otros, por Espoz y Mina. Lo mismo ocurrió con el proyecto de Torrijos desde Gibraltar del año siguiente.
Durante su reinado otorgó, entre títulos de España y títulos de Indias, ciento veintitrés títulos nobiliarios, veintidós de los cuales fueron grandes de España.

### Fallecimiento y sucesión de Fernando VII

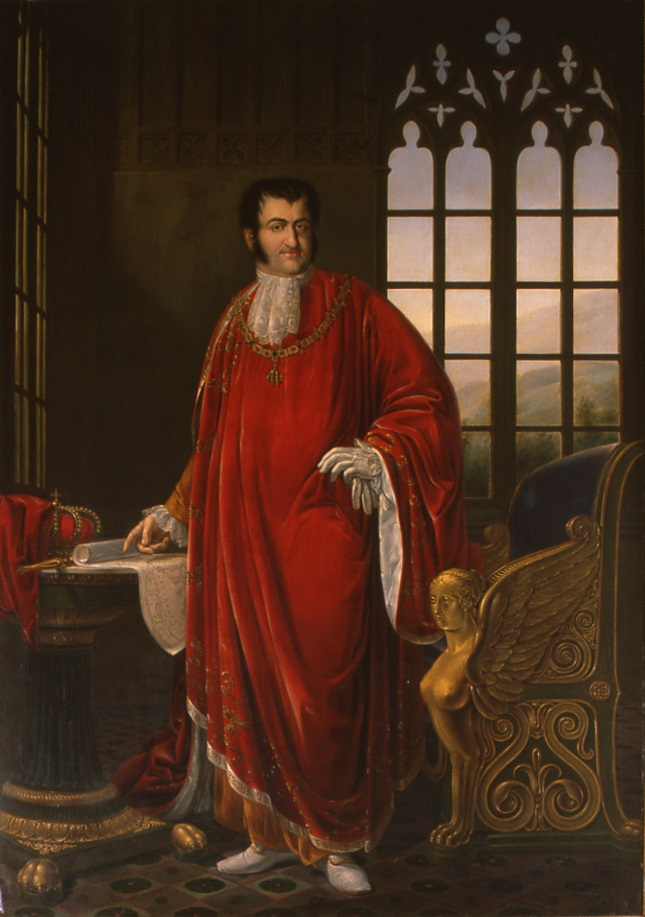
Retrato de Fernando VII (1833), por José Arrau Barba, conservado en la Real Academia de Bellas Artes de San Jordi de Barcelona.

El fallecimiento de la reina María Amalia el 18 de mayo de 1829 y la mala salud del rey parecieron favorecer las aspiraciones del hermano de este, don Carlos, al trono, que deseaban los monárquicos más exaltados. El infante era el heredero en caso de que el rey muriese sin descendencia. Fernando, sin embargo, optó por casarse de inmediato por cuarta vez, con su sobrina María Cristina, hermana de su cuñada, Luisa Carlota, esposa de su hermano Francisco de Paula. El matrimonio se celebró el 9 de diciembre de 1829. El 10 de octubre del año siguiente nació la heredera al trono, Isabel. Tuvo otra hija, la infanta Luisa Fernanda, en 1832.

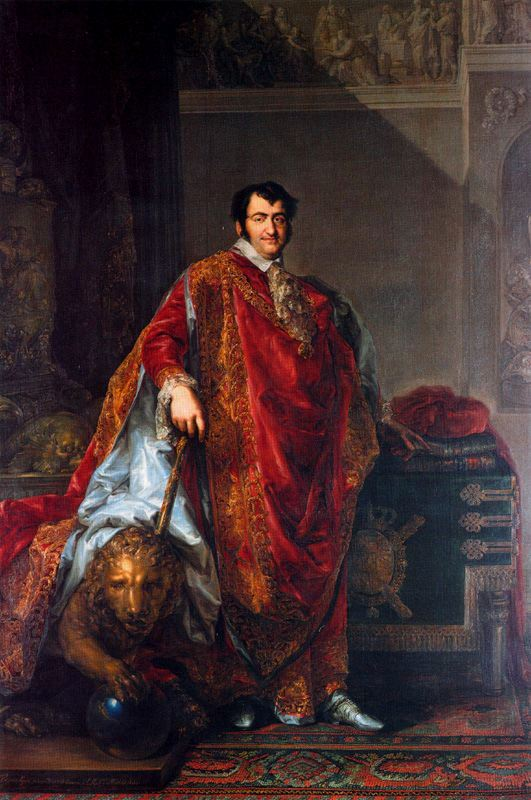
Fernando VII con el hábito de la Orden del Toisón de Oro. Vicente López Portaña. 1831. Palacio de España en Roma.

El 31 de marzo de 1830 Fernando promulgó la Pragmática Sanción, aprobada el 30 de septiembre de 1789, bajo Carlos IV, pero que no se había hecho efectiva por razones de política exterior. La Pragmática establecía que si el rey no tenía heredero varón, heredaría la hija mayor. Esto excluía, en la práctica, al infante Carlos María Isidro de la sucesión, por cuanto ya fuese niño o niña quien naciese sería el heredero directo del rey. De esta forma, su hija Isabel (la futura Isabel II), nacida poco después, se veía reconocida como heredera de la corona, con gran disgusto de los partidarios de don Carlos, hermano del rey.
En 1832, hallándose el rey enfermo de gravedad en La Granja de San Ildefonso, cortesanos partidarios del infante consiguieron que Fernando VII firmara un Decreto derogando la Pragmática, en lo que se denominó sucesos de La Granja. Con la mejoría de salud del rey, el Gobierno de Francisco Cea Bermúdez, que sustituyó de inmediato al anterior, dirigido por Antonio Saavedra, y se apoyó tanto en los liberales como en los reformistas, la puso de nuevo en vigor a finales de año. Su principal labor fue asegurar la sucesión de Isabel y frustrar las esperanzas del infante don Carlos. Para asegurar la autoridad real, Fernando, todavía convaleciente, la delegó en su esposa el 6 de octubre. Tras ello, don Carlos marchó a Portugal. Entretanto, María Cristina, nombrada regente durante la grave enfermedad del rey (la heredera Isabel apenas tenía tres años en ese momento), inició un acercamiento hacia los liberales y concedió una amplia amnistía para los liberales exiliados, prefigurando el viraje político hacia el liberalismo que se produciría a la muerte del rey. Los intentos de los partidarios de su hermano por hacerse con el poder, a finales de 1832 y comienzos de 1833, fracasaron. El monarca mandó jurar como heredera de la corona a su hija Isabel el 20 de junio de 1833. Tras una sorprendente pero breve recuperación a comienzos de 1833, Fernando murió sin hijos varones el 29 de septiembre. Se hallaba enfermo desde julio. Fue enterrado el 3 de octubre, en el monasterio de El Escorial. El infante don Carlos, junto a otros realistas que consideraban que el legítimo heredero era el hermano del rey y no su hija primogénita, se sublevaron y empezó la primera guerra carlista. Con ello hizo su aparición el carlismo.

### Legado
España cambió intensamente durante el reinado de Fernando VII. El Antiguo Régimen, caracterizado por el poder casi absoluto del monarca, estaba dando paso a la monarquía liberal, pese a la férrea oposición de Fernando; el poder del rey quedaba limitado y la soberanía pasaba a la nación. La ideología liberal comenzaba también a afectar a la economía, hasta entonces bastante rígida y controlada por el Estado. La burguesía surgió como grupo social pujante y motor económico.
El país perdió casi todos los territorios americanos y con ellos su papel de potencia principal. La actitud del rey fue la de oposición vana a las corrientes reformadoras y revolucionarias de la época. Su inmovilismo económico, político y social acrecentó las graves crisis que aquejaron al país durante el reinado. No logró tampoco reconciliar a los partidarios de los cambios radicales y a los que preferían conservar los antiguos usos, cada vez más enfrentados.

## Matrimonios y descendencia

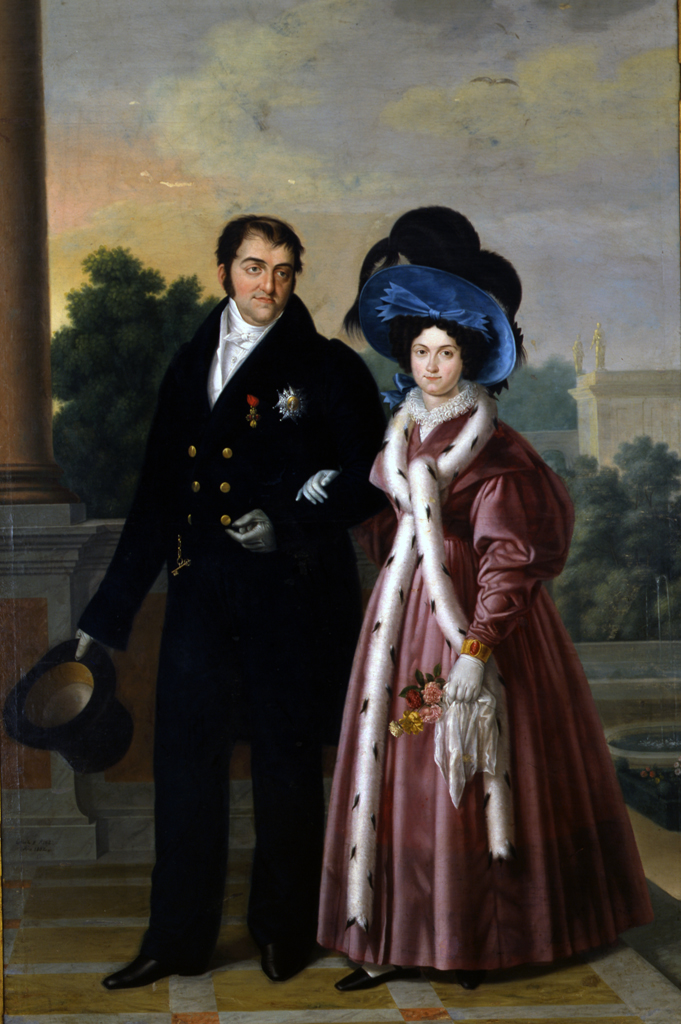
Fernando VII y su cuarta esposa, María Cristina de Borbón, retratados por Luis de la Cruz y Ríos (1832).

La primera candidata a casarse con el príncipe Fernando habría sido María Augusta de Sajonia pero no llegó a materializarse.
Fernando VII contrajo matrimonio en cuatro ocasiones:
- En 1802 se casó con su prima María Antonia de Nápoles (1784-1806), hija de Fernando IV de Nápoles y María Carolina de Austria. La boda, celebrada en Barcelona el 4 de octubre de 1802, fue un doble enlace entre las dos ramas de los Borbones de España y de Nápoles pues, al mismo tiempo, la infanta María Isabel de Borbón se casó con el príncipe heredero Francisco de Nápoles.[23][151] Según el historiador Emilio La Parra López, «el matrimonio de Fernando con María Antonia fue sugerencia, o más bien exigencia, de la corte napolitana para permitir el otro enlace [...] Al final, prevaleció la razón dinástica y los monarcas españoles aceptaron la 'imposición' de María Carolina de Nápoles porque aspiraban a formar un sólido bloque con los dos reinos italianos de la familia [el de Nápoles y el de Etruria, cuyo soberano estaba casado con María Luisa de Borbón, hija de Carlos IV. Este bloque podría contar con la ayuda de Inglaterra y de este modo España estaría en disposición de contrarrestar las cada vez más onerosas exigencias de Bonaparte».[152] María Antonia sufrió dos abortos y no hubo descendencia. Falleció de tuberculosis el 21 de mayo de 1806.[24]
- En 1816 Fernando se casó en segundas nupcias con su sobrina María Isabel de Braganza, infanta de Portugal (1797-1818), hija de su hermana mayor Carlota Joaquina y de Juan VI de Portugal.[153] Fue desatendida por Fernando, que mantuvo durante el matrimonio con ella abundantes aventuras amorosas.[154] Dio a luz a una hija, María Luisa Isabel, que vivió poco más de cuatro meses.[155] Poco después, estando de nuevo embarazada, falleció a causa de una cesárea mal hecha, que tampoco salvó a la hija.[154] Modesto Lafuente dice que murió de un ataque de alferecía[156][157] y fue el primero que se hizo eco de los rumores a que dio origen el suceso: "hallándose en avanzado estado de gestación y suponiéndola muerta, los médicos procedieron a extraer el feto, momento en el que la infortunada madre profirió un agudo grito de dolor que demostraba que todavía estaba viva".
  - María Luisa Isabel Fernanda (21 de agosto de 1817-9 de enero de 1818).[155]
  - Un aborto (26 de diciembre de 1818).
- En 1819 se casó por tercera vez con María Josefa Amalia de Sajonia (1803-1829),[136] hija de Maximiliano de Sajonia y Carolina de Borbón-Parma.[158] No tuvieron descendencia.[159]
- Finalmente, en 1829, se casó con otra de sus sobrinas, María Cristina de las Dos Sicilias (1806-1878), hija de su hermana menor María Isabel de Borbón y Francisco I de las Dos Sicilias.[160] Tuvieron dos hijas:[161]
  - Isabel II (1830-1904), reina de España (1833-1868).
  - Luisa Fernanda (1832-1897), infanta de España, casada con el duque de Montpensier.

## Ancestros
| \| \| \| \| \| \| \| \| \| \| \| \| \| \| \| \| \| \| \| \| 16. Luis, Gran Delfín de Francia \| \| \| \| \| \| \| \| \| \| \| \| \| \| \| \| \| \| \| \| \| \| \| \| \| \| \| \| \| \| \| \| \| \| \| \| \| \| \| \| \| \| \| \| \| \| \| \| \| \| \| \| \| \| 8. Felipe V de España \| \| \| \| \| \| \| \| \| \| \| \| \| \| \| \| \| \| \| \| \| \| \| \| \| \| \| \| \| \| \| \| \| \| \| \| \| \| \| \| \| \| \| \| \| \| \| \| \| \| \| \| \| \| 17. María Ana de Baviera \| \| \| \| \| \| \| \| \| \| \| \| \| \| \| \| \| \| \| \| \| \| \| \| \| \| \| \| \| \| \| \| \| \| \| \| \| \| \| \| \| \| \| \| \| \| \| \| \| \| \| \| \| \| 4. Carlos III de España \| \| \| \| \| \| \| \| \| \| \| \| \| \| \| \| \| \| \| \| \| \| \| \| \| \| \| \| \| \| \| \| \| \| \| \| \| \| \| \| \| \| \| \| \| \| \| \| \| \| \| \| \| \| 18. Eduardo II Farnesio \| \| \| \| \| \| \| \| \| \| \| \| \| \| \| \| \| \| \| \| \| \| \| \| \| \| \| \| \| \| \| \| \| \| \| \| \| \| \| \| \| \| \| \| \| \| \| \| \| \| \| \| \| \| 9. Isabel de Farnesio \| \| \| \| \| \| \| \| \| \| \| \| \| \| \| \| \| \| \| \| \| \| \| \| \| \| \| \| \| \| \| \| \| \| \| \| \| \| \| \| \| \| \| \| \| \| \| \| \| \| \| \| \| \| 19. Dorotea Sofía del Palatinado-Neoburgo \| \| \| \| \| \| \| \| \| \| \| \| \| \| \| \| \| \| \| \| \| \| \| \| \| \| \| \| \| \| \| \| \| \| \| \| \| \| \| \| \| \| \| \| \| \| \| \| \| \| \| \| \| \| 2. Carlos IV de España \| \| \| \| \| \| \| \| \| \| \| \| \| \| \| \| \| \| \| \| \| \| \| \| \| \| \| \| \| \| \| \| \| \| \| \| \| \| \| \| \| \| \| \| \| \| \| \| \| \| \| \| \| \| 20. Augusto II de Polonia \| \| \| \| \| \| \| \| \| \| \| \| \| \| \| \| \| \| \| \| \| \| \| \| \| \| \| \| \| \| \| \| \| \| \| \| \| \| \| \| \| \| \| \| \| \| \| \| \| \| \| \| \| \| 10. Augusto III de Polonia \| \| \| \| \| \| \| \| \| \| \| \| \| \| \| \| \| \| \| \| \| \| \| \| \| \| \| \| \| \| \| \| \| \| \| \| \| \| \| \| \| \| \| \| \| \| \| \| \| \| \| \| \| \| 21. Cristiana Eberardina de Brandeburgo-Bayreuth \| \| \| \| \| \| \| \| \| \| \| \| \| \| \| \| \| \| \| \| \| \| \| \| \| \| \| \| \| \| \| \| \| \| \| \| \| \| \| \| \| \| \| \| \| \| \| \| \| \| \| \| \| \| 5. María Amalia de Sajonia \| \| \| \| \| \| \| \| \| \| \| \| \| \| \| \| \| \| \| \| \| \| \| \| \| \| \| \| \| \| \| \| \| \| \| \| \| \| \| \| \| \| \| \| \| \| \| \| \| \| \| \| \| \| 22. José I de Austria \| \| \| \| \| \| \| \| \| \| \| \| \| \| \| \| \| \| \| \| \| \| \| \| \| \| \| \| \| \| \| \| \| \| \| \| \| \| \| \| \| \| \| \| \| \| \| \| \| \| \| \| \| \| 11. María Josefa de Austria \| \| \| \| \| \| \| \| \| \| \| \| \| \| \| \| \| \| \| \| \| \| \| \| \| \| \| \| \| \| \| \| \| \| \| \| \| \| \| \| \| \| \| \| \| \| \| \| \| \| \| \| \| \| 23. Guillermina Amalia de Brunswick-Luneburgo \| \| \| \| \| \| \| \| \| \| \| \| \| \| \| \| \| \| \| \| \| \| \| \| \| \| \| \| \| \| \| \| \| \| \| \| \| \| \| \| \| \| \| \| \| \| \| \| \| \| \| \| \| \| 1. Fernando VII de España \| \| \| \| \| \| \| \| \| \| \| \| \| \| \| \| \| \| \| \| \| \| \| \| \| \| \| \| \| \| \| \| \| \| \| \| \| \| \| \| \| \| \| \| \| \| \| \| \| \| \| \| \| \| 24. Luis, Gran Delfín de Francia (=16) \| \| \| \| \| \| \| \| \| \| \| \| \| \| \| \| \| \| \| \| \| \| \| \| \| \| \| \| \| \| \| \| \| \| \| \| \| \| \| \| \| \| \| \| \| \| \| \| \| \| \| \| \| \| 12. Felipe V de España (=8) \| \| \| \| \| \| \| \| \| \| \| \| \| \| \| \| \| \| \| \| \| \| \| \| \| \| \| \| \| \| \| \| \| \| \| \| \| \| \| \| \| \| \| \| \| \| \| \| \| \| \| \| \| \| 25. María Ana de Baviera (=17) \| \| \| \| \| \| \| \| \| \| \| \| \| \| \| \| \| \| \| \| \| \| \| \| \| \| \| \| \| \| \| \| \| \| \| \| \| \| \| \| \| \| \| \| \| \| \| \| \| \| \| \| \| \| 6. Felipe I de Parma \| \| \| \| \| \| \| \| \| \| \| \| \| \| \| \| \| \| \| \| \| \| \| \| \| \| \| \| \| \| \| \| \| \| \| \| \| \| \| \| \| \| \| \| \| \| \| \| \| \| \| \| \| \| 26. Eduardo II Farnesio (=18) \| \| \| \| \| \| \| \| \| \| \| \| \| \| \| \| \| \| \| \| \| \| \| \| \| \| \| \| \| \| \| \| \| \| \| \| \| \| \| \| \| \| \| \| \| \| \| \| \| \| \| \| \| \| 13. Isabel de Parma (=9) \| \| \| \| \| \| \| \| \| \| \| \| \| \| \| \| \| \| \| \| \| \| \| \| \| \| \| \| \| \| \| \| \| \| \| \| \| \| \| \| \| \| \| \| \| \| \| \| \| \| \| \| \| \| 27. Dorotea Sofía del Palatinado-Neoburgo (=19) \| \| \| \| \| \| \| \| \| \| \| \| \| \| \| \| \| \| \| \| \| \| \| \| \| \| \| \| \| \| \| \| \| \| \| \| \| \| \| \| \| \| \| \| \| \| \| \| \| \| \| \| \| \| 3. María Luisa de Parma \| \| \| \| \| \| \| \| \| \| \| \| \| \| \| \| \| \| \| \| \| \| \| \| \| \| \| \| \| \| \| \| \| \| \| \| \| \| \| \| \| \| \| \| \| \| \| \| \| \| \| \| \| \| 28. Luis de Francia \| \| \| \| \| \| \| \| \| \| \| \| \| \| \| \| \| \| \| \| \| \| \| \| \| \| \| \| \| \| \| \| \| \| \| \| \| \| \| \| \| \| \| \| \| \| \| \| \| \| \| \| \| \| 14. Luis XV de Francia \| \| \| \| \| \| \| \| \| \| \| \| \| \| \| \| \| \| \| \| \| \| \| \| \| \| \| \| \| \| \| \| \| \| \| \| \| \| \| \| \| \| \| \| \| \| \| \| \| \| \| \| \| \| 29. María Adelaida de Saboya \| \| \| \| \| \| \| \| \| \| \| \| \| \| \| \| \| \| \| \| \| \| \| \| \| \| \| \| \| \| \| \| \| \| \| \| \| \| \| \| \| \| \| \| \| \| \| \| \| \| \| \| \| \| 7. Luisa Isabel de Francia \| \| \| \| \| \| \| \| \| \| \| \| \| \| \| \| \| \| \| \| \| \| \| \| \| \| \| \| \| \| \| \| \| \| \| \| \| \| \| \| \| \| \| \| \| \| \| \| \| \| \| \| \| \| 30. Estanislao I de Polonia \| \| \| \| \| \| \| \| \| \| \| \| \| \| \| \| \| \| \| \| \| \| \| \| \| \| \| \| \| \| \| \| \| \| \| \| \| \| \| \| \| \| \| \| \| \| \| \| \| \| \| \| \| \| 15. María de Polonia-Litunia \| \| \| \| \| \| \| \| \| \| \| \| \| \| \| \| \| \| \| \| \| \| \| \| \| \| \| \| \| \| \| \| \| \| \| \| \| \| \| \| \| \| \| \| \| \| \| \| \| \| \| \| \| \| 31. Duquesa Catalina de Lituania \| \| \| \| \| \| \| \| \| \| \| \| \| \| \| \| \| \| \| \| \| \| \| \| \| \| \| \| \| \| \| \| \| \| \| \| \| \| \| \| \| \| \| \| \| \| \| \| \| \| \| \| |                                                  |  |  |  |  |  |  |  |  |  |  |  |  |  |  |  |
| |                                                  |  |  |  |  |  |  |  |  |  |  |  |  |  |  |  |
| | 16. Luis, Gran Delfín de Francia                 |  |  |  |  |  |  |  |  |  |  |  |  |  |  |  |
| |                                                  |  |  |  |  |  |  |  |  |  |  |  |  |  |  |  |
| |                                                  |  |  |  |  |  |  |  |  |  |  |  |  |  |  |  |
| | 8. Felipe V de España                            |  |  |  |  |  |  |  |  |  |  |  |  |  |  |  |
| |                                                  |  |  |  |  |  |  |  |  |  |  |  |  |  |  |  |
| |                                                  |  |  |  |  |  |  |  |  |  |  |  |  |  |  |  |
| | 17. María Ana de Baviera                         |  |  |  |  |  |  |  |  |  |  |  |  |  |  |  |
| |                                                  |  |  |  |  |  |  |  |  |  |  |  |  |  |  |  |
| |                                                  |  |  |  |  |  |  |  |  |  |  |  |  |  |  |  |
| | 4. Carlos III de España                          |  |  |  |  |  |  |  |  |  |  |  |  |  |  |  |
| |                                                  |  |  |  |  |  |  |  |  |  |  |  |  |  |  |  |
| |                                                  |  |  |  |  |  |  |  |  |  |  |  |  |  |  |  |
| | 18. Eduardo II Farnesio                          |  |  |  |  |  |  |  |  |  |  |  |  |  |  |  |
| |                                                  |  |  |  |  |  |  |  |  |  |  |  |  |  |  |  |
| |                                                  |  |  |  |  |  |  |  |  |  |  |  |  |  |  |  |
| | 9. Isabel de Farnesio                            |  |  |  |  |  |  |  |  |  |  |  |  |  |  |  |
| |                                                  |  |  |  |  |  |  |  |  |  |  |  |  |  |  |  |
| |                                                  |  |  |  |  |  |  |  |  |  |  |  |  |  |  |  |
| | 19. Dorotea Sofía del Palatinado-Neoburgo        |  |  |  |  |  |  |  |  |  |  |  |  |  |  |  |
| |                                                  |  |  |  |  |  |  |  |  |  |  |  |  |  |  |  |
| |                                                  |  |  |  |  |  |  |  |  |  |  |  |  |  |  |  |
| | 2. Carlos IV de España                           |  |  |  |  |  |  |  |  |  |  |  |  |  |  |  |
| |                                                  |  |  |  |  |  |  |  |  |  |  |  |  |  |  |  |
| |                                                  |  |  |  |  |  |  |  |  |  |  |  |  |  |  |  |
| | 20. Augusto II de Polonia                        |  |  |  |  |  |  |  |  |  |  |  |  |  |  |  |
| |                                                  |  |  |  |  |  |  |  |  |  |  |  |  |  |  |  |
| |                                                  |  |  |  |  |  |  |  |  |  |  |  |  |  |  |  |
| | 10. Augusto III de Polonia                       |  |  |  |  |  |  |  |  |  |  |  |  |  |  |  |
| |                                                  |  |  |  |  |  |  |  |  |  |  |  |  |  |  |  |
| |                                                  |  |  |  |  |  |  |  |  |  |  |  |  |  |  |  |
| | 21. Cristiana Eberardina de Brandeburgo-Bayreuth |  |  |  |  |  |  |  |  |  |  |  |  |  |  |  |
| |                                                  |  |  |  |  |  |  |  |  |  |  |  |  |  |  |  |
| |                                                  |  |  |  |  |  |  |  |  |  |  |  |  |  |  |  |
| | 5. María Amalia de Sajonia                       |  |  |  |  |  |  |  |  |  |  |  |  |  |  |  |
| |                                                  |  |  |  |  |  |  |  |  |  |  |  |  |  |  |  |
| |                                                  |  |  |  |  |  |  |  |  |  |  |  |  |  |  |  |
| | 22. José I de Austria                            |  |  |  |  |  |  |  |  |  |  |  |  |  |  |  |
| |                                                  |  |  |  |  |  |  |  |  |  |  |  |  |  |  |  |
| |                                                  |  |  |  |  |  |  |  |  |  |  |  |  |  |  |  |
| | 11. María Josefa de Austria                      |  |  |  |  |  |  |  |  |  |  |  |  |  |  |  |
| |                                                  |  |  |  |  |  |  |  |  |  |  |  |  |  |  |  |
| |                                                  |  |  |  |  |  |  |  |  |  |  |  |  |  |  |  |
| | 23. Guillermina Amalia de Brunswick-Luneburgo    |  |  |  |  |  |  |  |  |  |  |  |  |  |  |  |
| |                                                  |  |  |  |  |  |  |  |  |  |  |  |  |  |  |  |
| |                                                  |  |  |  |  |  |  |  |  |  |  |  |  |  |  |  |
| | 1. Fernando VII de España                        |  |  |  |  |  |  |  |  |  |  |  |  |  |  |  |
| |                                                  |  |  |  |  |  |  |  |  |  |  |  |  |  |  |  |
| |                                                  |  |  |  |  |  |  |  |  |  |  |  |  |  |  |  |
| | 24. Luis, Gran Delfín de Francia (=16)           |  |  |  |  |  |  |  |  |  |  |  |  |  |  |  |
| |                                                  |  |  |  |  |  |  |  |  |  |  |  |  |  |  |  |
| |                                                  |  |  |  |  |  |  |  |  |  |  |  |  |  |  |  |
| | 12. Felipe V de España (=8)                      |  |  |  |  |  |  |  |  |  |  |  |  |  |  |  |
| |                                                  |  |  |  |  |  |  |  |  |  |  |  |  |  |  |  |
| |                                                  |  |  |  |  |  |  |  |  |  |  |  |  |  |  |  |
| | 25. María Ana de Baviera (=17)                   |  |  |  |  |  |  |  |  |  |  |  |  |  |  |  |
| |                                                  |  |  |  |  |  |  |  |  |  |  |  |  |  |  |  |
| |                                                  |  |  |  |  |  |  |  |  |  |  |  |  |  |  |  |
| | 6. Felipe I de Parma                             |  |  |  |  |  |  |  |  |  |  |  |  |  |  |  |
| |                                                  |  |  |  |  |  |  |  |  |  |  |  |  |  |  |  |
| |                                                  |  |  |  |  |  |  |  |  |  |  |  |  |  |  |  |
| | 26. Eduardo II Farnesio (=18)                    |  |  |  |  |  |  |  |  |  |  |  |  |  |  |  |
| |                                                  |  |  |  |  |  |  |  |  |  |  |  |  |  |  |  |
| |                                                  |  |  |  |  |  |  |  |  |  |  |  |  |  |  |  |
| | 13. Isabel de Parma (=9)                         |  |  |  |  |  |  |  |  |  |  |  |  |  |  |  |
| |                                                  |  |  |  |  |  |  |  |  |  |  |  |  |  |  |  |
| |                                                  |  |  |  |  |  |  |  |  |  |  |  |  |  |  |  |
| | 27. Dorotea Sofía del Palatinado-Neoburgo (=19)  |  |  |  |  |  |  |  |  |  |  |  |  |  |  |  |
| |                                                  |  |  |  |  |  |  |  |  |  |  |  |  |  |  |  |
| |                                                  |  |  |  |  |  |  |  |  |  |  |  |  |  |  |  |
| | 3. María Luisa de Parma                          |  |  |  |  |  |  |  |  |  |  |  |  |  |  |  |
| |                                                  |  |  |  |  |  |  |  |  |  |  |  |  |  |  |  |
| |                                                  |  |  |  |  |  |  |  |  |  |  |  |  |  |  |  |
| | 28. Luis de Francia                              |  |  |  |  |  |  |  |  |  |  |  |  |  |  |  |
| |                                                  |  |  |  |  |  |  |  |  |  |  |  |  |  |  |  |
| |                                                  |  |  |  |  |  |  |  |  |  |  |  |  |  |  |  |
| | 14. Luis XV de Francia                           |  |  |  |  |  |  |  |  |  |  |  |  |  |  |  |
| |                                                  |  |  |  |  |  |  |  |  |  |  |  |  |  |  |  |
| |                                                  |  |  |  |  |  |  |  |  |  |  |  |  |  |  |  |
| | 29. María Adelaida de Saboya                     |  |  |  |  |  |  |  |  |  |  |  |  |  |  |  |
| |                                                  |  |  |  |  |  |  |  |  |  |  |  |  |  |  |  |
| |                                                  |  |  |  |  |  |  |  |  |  |  |  |  |  |  |  |
| | 7. Luisa Isabel de Francia                       |  |  |  |  |  |  |  |  |  |  |  |  |  |  |  |
| |                                                  |  |  |  |  |  |  |  |  |  |  |  |  |  |  |  |
| |                                                  |  |  |  |  |  |  |  |  |  |  |  |  |  |  |  |
| | 30. Estanislao I de Polonia                      |  |  |  |  |  |  |  |  |  |  |  |  |  |  |  |
| |                                                  |  |  |  |  |  |  |  |  |  |  |  |  |  |  |  |
| |                                                  |  |  |  |  |  |  |  |  |  |  |  |  |  |  |  |
| | 15. María de Polonia-Litunia                     |  |  |  |  |  |  |  |  |  |  |  |  |  |  |  |
| |                                                  |  |  |  |  |  |  |  |  |  |  |  |  |  |  |  |
| |                                                  |  |  |  |  |  |  |  |  |  |  |  |  |  |  |  |
| | 31. Duquesa Catalina de Lituania                 |  |  |  |  |  |  |  |  |  |  |  |  |  |  |  |
| |                                                  |  |  |  |  |  |  |  |  |  |  |  |  |  |  |  |
| |                                                  |  |  |  |  |  |  |  |  |  |  |  |  |  |  |  |

## Personalidad

### Aspecto y problemas físicos

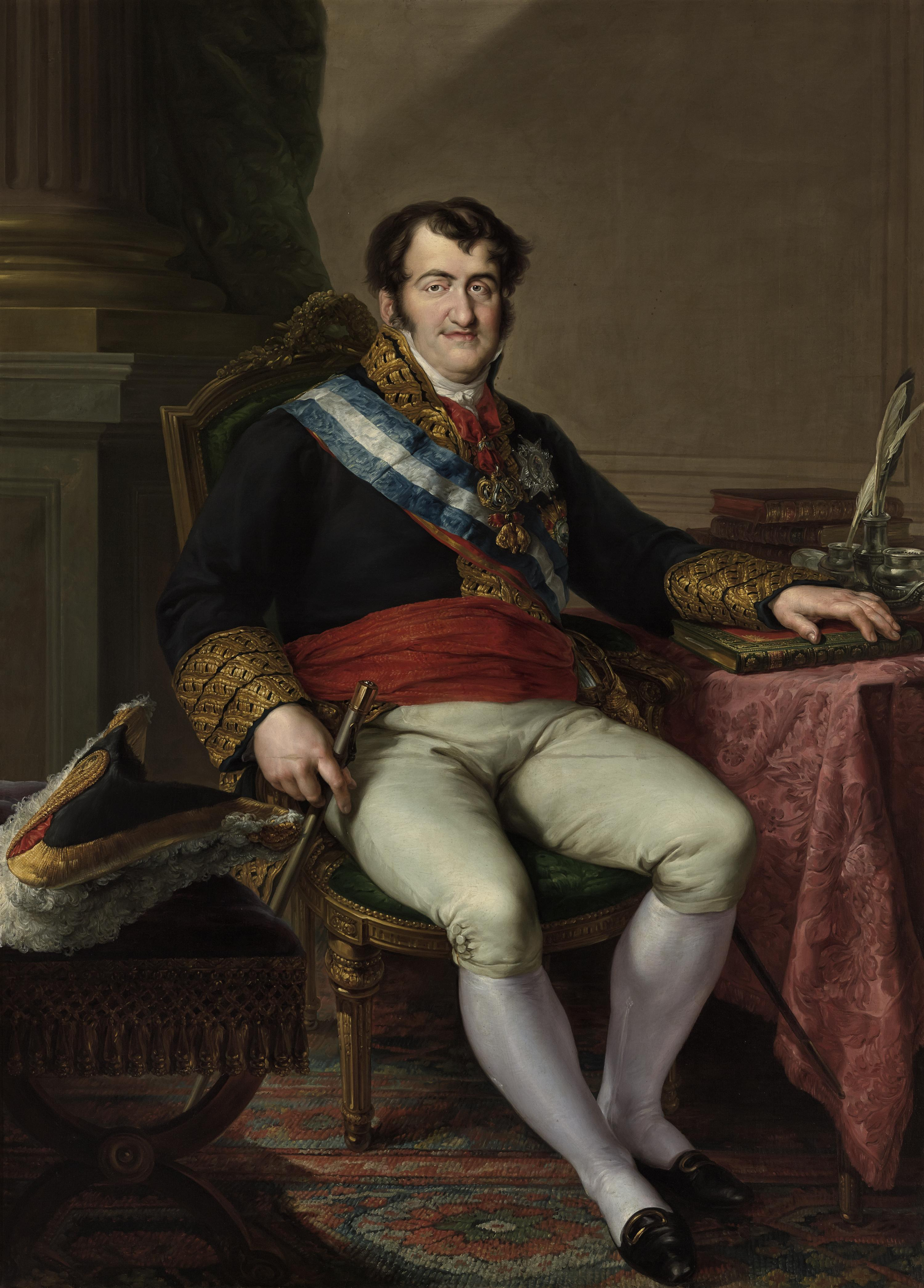
Retrato de Fernando VII del pintor Vicente López realizado en 1828 por encargo del Banco de San Carlos. Así lo describe el historiador Emilio La Parra López: «Vestido de capitán general, con todas las condecoraciones importantes y el cetro en la mano derecha, el rey está sentado, postura poco habitual en la historia española de los retratos reales, con la mano izquierda posada sobre unos libros colocados en una mesa. En el tejuelo de uno de ellos se lee: 'R. CÉDULA DEL BANCO DE S. FERNANDO'. La obesidad y las acusadas entradas en el cabello son bien manifiestas. Este lienzo, ha dicho J.L. Díez, ofrece 'sin duda la imagen más sincera del abotargado monarca en su edad madura'. Es también la del rey reformista, preocupado por impulsar la economía del reino».

No parece que el rey fuese agraciado físicamente. En los retratos de Fernando VII realizados por Goya y otros artistas —es lógico pensar que los artistas intentasen favorecer en lo posible a los retratados— se ve a un hombre obeso, con un labio superior deprimido, maxilar inferior prognatado, frente prominente, nariz grande, carnosa y curvada y ojos pequeños y estrábicos. Sus contemporáneos le asignaban una estatura «media», lo que para aquellos años significa unos 165 cm. Sufría de gota (se cree que comía demasiado, especialmente carnes rojas) y se dice que padecía, además, una hipertrofia genital, una malformación que dificultaba mucho el coito. La primera esposa, María Antonia de Nápoles, dejó escrito cómo, sintiéndose engañada, estuvo a punto de desmayarse la primera vez que vio a Fernando VII, al comprobar con espanto que el «mozo» más bien feo del retrato era en realidad poco menos que un adefesio. La princesa le contó a su madre que pasaban los meses y Fernando aún no había consumado su matrimonio. Cuando al cabo de casi un año por fin lo hizo, la reina María Carolina escribió: «Por fin “ya es marido”». Según Emilio La Parra López, «al parecer, lo que realmente desazonó a María Antonia y, por ende, a su madre, fue la carencia afectiva del príncipe y su impotencia sexual. Fernando era un joven inmaduro, afectado de macrogenitosomía (desarrollo excesivo de los genitales), causa de la aparición tardía de los caracteres sexuales secundarios; no se afeitó hasta seis meses después de la boda. Su acusada timidez y su abulia, que tanto molestaron a su esposa, le incapacitaron para hacer frente a una situación para él imprevista». Por otro lado, el rey era además un fumador empedernido de cigarros, lo que le hacía tener un aliento fétido.
Su más reciente biógrafo, el historiador Emilio La Parra López, lo describe como «un hombre de mediana estatura, corpulento (en 1821 pesaba 103 kilos...) Gran comilón, su obesidad fue en aumento con el tiempo, circunstancia que su pintor preferido, Vicente López, no pudo ocultar. En los excelentes retratos realizados por este artista se observa la creciente obesidad, la pérdida de cabello y el prematuro envejecimiento del monarca, cuyo aspecto es cada vez más abotargado. En todas las imágenes, sean de López o de otros pintores, es patente el prognatismo de Fernando, con muchos rasgos que lo asemejan al síndrome descrito por Crouzon como disostosis cráneo-facial: cara alargada y maxilares superiores deprimidos, lo cual es causa del aumento aparente del tamaño del maxilar inferior (prognatismo) y la falta de oclusión dentaria». Un periodista extranjero que lo conoció en 1823 señaló la «deformidad» de su rostro, especialmente manifiesta en la protuberancia de su barbilla y labio inferior «que parecen formar parte de las facciones superiores», en las que destacaba una nariz desproporcionadamente grande. Pero también dijo haberse sentido muy impresionado por «la mezcla de inteligencia, altanería y debilidad de su mirada». Un oficial francés que también trató en persona al rey intuyó «su carácter duro e incluso brutal [detrás de esa] fisonomía nada simpática».

### Carácter
Más difícil resulta describir la psique del monarca y sus virtudes y defectos. Salvo los panegíricos descaradamente adulatorios, la valoración generalizada de historiadores y cronistas de las cualidades del Deseado es muy desfavorable, si no claramente pésima. Estaba dotado de una inteligencia normal, no exenta de astucia y viveza, pero su carácter parece haber estado sometido a la cobardía, a la doblez y a una suerte de egoísmo hedonista. Uno de sus críticos más implacables fue el diplomático e historiador marqués de Villaurrutia, quien afirma que desde pequeño, el rey mostró ser insensible al cariño de sus padres o cualquier otra persona, cruel y taimado; y como rey, y a pesar de «no haber habido nunca un monarca más deseado, fue cobarde, vengativo, despiadado, ingrato, desleal, mentiroso, mujeriego y cazurro... y en fin, desprovisto de cualquier aptitud para ser rey».
Existen varios testimonios contemporáneos de Fernando VII que hablan de su carácter rencoroso y vengativo. Uno de los principales es el del célebre marino Cayetano Valdés, quien escoltó al rey y su familia en la falúa que los llevó de Cádiz a El Puerto de Santa María el 1 de octubre de 1823, siendo este breve trayecto el acto final del Trienio Liberal y el éxito definitivo de la invasión de los llamados Cien Mil Hijos de San Luis. Una vez desembarcados todos en El Puerto de Santa María tal y como el gobierno constitucional a punto de disolverse había acordado con el duque de Angulema, el rey se volvió a Valdés para echarle «una mirada de las que amenazan y aterran, a la que daban más efecto el semblante y ojos de aquel príncipe, llenos de expresión maligna, donde aparecían a la par lo feroz y lo doble». Según cuenta un testigo francés de aquellos hechos, el almirante leyó en aquella mirada «su sentencia de muerte. Así, permaneciendo ajeno a la escena que tenía delante, en medio de las aclamaciones que resonaban en la orilla, sin saludar a Su Majestad ni pedir permiso a nadie, se apresuró a virar la falúa y se hizo a la mar a golpe de remos». La precipitada vuelta de Valdés a Cádiz se reveló prudentemente acertada. Antes de que terminara ese mismo día 1 de octubre, el rey redactó un decreto en el que se retractaba de sus compromisos, puestos por escrito, de moderación y clemencia de la víspera, derogaba todo lo aprobado por las Cortes desde 1820 y desataba la represión de los liberales, empezando por la condena a muerte de los tres miembros de la regencia provisional nombrada en Sevilla el 11 de junio anterior, cuando las Cortes habían suspendido temporalmente a Fernando VII en sus funciones. Uno de esos tres regentes no era otro que Valdés, siendo los otros dos el también marino Gabriel Císcar y el general Gaspar de Vigodet. Merece la pena resaltar que prácticamente hasta el mismo 1 de octubre el rey había lisonjeado varias veces a Valdés, llegando incluso a decirle «que le estimaba mucho más de lo que él creía», y que ese mismo día, apenas unas horas antes, Fernando había puesto como condición para hacer el trayecto de Cádiz a El Puerto por mar que la falúa la capitaneara Valdés, «diciéndole que con él no temería el paso de la barca». Cuando su aliado francés —y Borbón, como él—, el duque de Angulema, lo instó a decretar una amnistía, Fernando le contestó instándolo a que escuchara los gritos de «¡Viva el rey absoluto y la Santa Inquisición!» que se proferían en la calle, y añadiendo que esa era la voluntad del pueblo. Al oír aquello, Angulema abandonó esa primera reunión con el monarca español con un «poco disimulado disgusto».

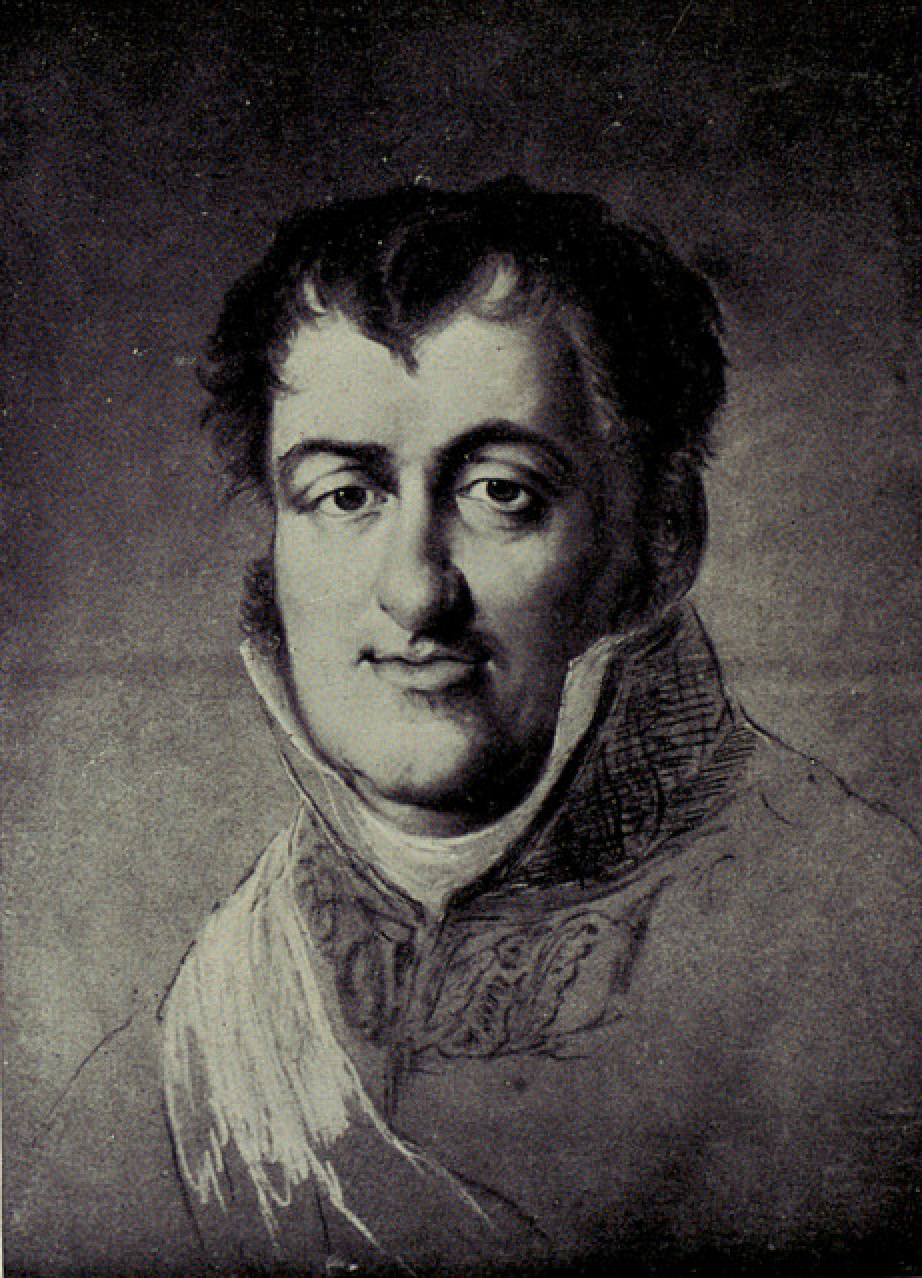
Retrato de Fernando VII, pastel de Vicente Rodes y Aries.

Autores como Comellas o Marañón, que han trabajado para comprender mejor el reinado de Fernando VII y ofrecer una visión ecuánime de su actuación y personalidad, no difieren mucho de las opiniones anteriores. Marañón dice del monarca que era «si no inteligente, pillo al menos». Comellas, más amable con el retrato del rey, lo define como una persona vulgar sin imaginación, «arrestos» ni ideas brillantes, y citando a testigos señala que todos los días despachaba con sus ministros, aunque ya bien entrada la tarde; para este autor sería una persona sencilla, apacible, bienhumorada y hogareña (a pesar de sus continuas infidelidades), capaz de conmoverse ante la necesidad de los más humildes y sensible a atrocidades como la tortura (una de sus primeras decisiones como rey fue la confirmación de la abolición del tormento decretada por las Cortes de Cádiz), cualidades estas que ni eran suficientes para sustituir la necesidad que la nación tenía de un monarca muy distinto a Fernando. La virtud más reconocida, aun por sus enemigos, era la sencillez y campechanía, aunque a menudo esta sencillez caía en lo meramente soez y chabacano. Era más cercano al trato popular y las costumbres sencillas que a la rigidez de la ceremonia cortesana tradicional. Carecía de una sólida formación y de curiosidad intelectual, pero era aficionado a las manualidades, a la música, la pintura, la lectura y la tauromaquia.
Sin embargo, a pesar de las ocasionales muestras de generosidad con los más necesitados señaladas por Comellas —y que alimentaban el amor que el pueblo llano sentía por el Deseado—, y a pesar de la forma metódica con que despachaba con su gabinete, se le achaca una falta de interés por los asuntos de Estado, que prefería abandonar en sus ministros y que supeditaba a su codicia o interés personal: Ángel Fernández de los Ríos señala que Fernando VII tenía antes de su muerte 500 millones de reales depositados en el Banco de Londres, al tiempo que la deuda nacional había aumentado durante su reinado en 1 745 850 666 reales.
La catedrática de la Universidad de Valencia Isabel Burdiel escribe que «su manera de reinar consistió siempre en dividir y enfrentar entre sí a cuantos le rodeaban, de forma que potenció en todos ellos, a través del desconcierto y del terror, el más abyecto servilismo. Ladino, desconfiado y cruel, dado al humor grueso y a las aventuras nocturnas, el rey podía ser muy manipulable si se sabía atender bien a sus deseos».
Dando por buenas las peores acusaciones, el psiquiatra e historiador Luis Mínguez Martín, reconoce en Fernando VII un «encanto superficial, labia y una actitud seductora y acomodaticia» que ocultaba una personalidad disocial, antisocial o psicopática, manifestada en «el desprecio hacia los derechos y sentimientos de los demás, el cinismo y el engaño, la mentira y la manipulación, la falta de responsabilidad social y de sentimientos de culpa y los mecanismos proyectivos».
Su más reciente biógrafo, el historiador Emilio La Parra López, señala su ordinariez a la hora de expresarse, puesto que con frecuencia utilizaba expresiones soeces y tacos, como la exclamación «¡carajo!» ante ministros y altos cargos, llegando en una ocasión, el 18 de febrero de 1822, a espetar a sus ministros en presencia incluso de un enviado del duque de Wellington: «¡Carajo! Tengo más cojones que Dios. Tengo bastantes cojones para comer á [sic] todos vosotros. ¡Fuera, fuera, carajo!». Esta tendencia al lenguaje soez y vulgar probablemente fuese debida a su afición a emplear el estilo coloquial y castizo de la servidumbre de palacio. La Parra apunta también como rasgos dominantes de su carácter «el disimulo, la desconfianza, la crueldad y el espíritu vengativo». Señala también su campechanía, lo que junto con su vulgaridad y su capacidad para el disimulo «le permitió mostrarse como un rey próximo a sus súbditos, incluso amable», una impresión que Fernando alimentaba con gestos de diversas formas cuando realizaba paseos por Madrid y por las ciudades que visitó, durante las audiencias particulares o cuando acudía a espectáculos públicos, como los toros, su gran afición, o el teatro. La Parra considera que era «débil de carácter y de espíritu», lo que lo hacía muy influenciable por las personas que lo rodeaban y también que solo tomara iniciativas «cuando consideró que sus oponentes estaban debilitados, pues la valentía ante las situaciones adversas no fue una de sus cualidades». Según La Parra López, «el juicio más demoledor sobre la personalidad de Fernando VII lo expresó Napoleón durante su encuentro en Bayona. De esta forma lo presentó a Talleyrand: «Es indiferente a todo, muy material, come cuatro veces al día y no tiene idea de nada»; «es muy estúpido (bête) y muy mezquino (méchant)». La Parra añade: «Pero Fernando no era bobo o tonto. Es probable que en aquella situación, sorprendido y desorientado, hiciera uso de su característico disimulo y se escudara en el silencio, uno de sus habituales recursos ante situaciones adversas».
En cuanto a sus aficiones, Fernando nunca fue un buen jinete ni le interesó la caza como a su padre y a su abuelo. Con el tiempo se convirtió en un buen jugador de billar y su principal afición fue leer y adquirir libros, hasta formar una biblioteca importante. Le encantaba cortar los pliegos de los libros intonsos. También tenía la costumbre de escribir con una caligrafía muy cuidada sobre los viajes que realizaba en forma de diario, empezando por el que realizó junto con sus padres entre el 4 de enero y el 22 de marzo de 1796 a Sevilla, pasando por Badajoz, cuando aún no había cumplido los doce años de edad.

## La imagen del rey Fernando ante sus súbditos

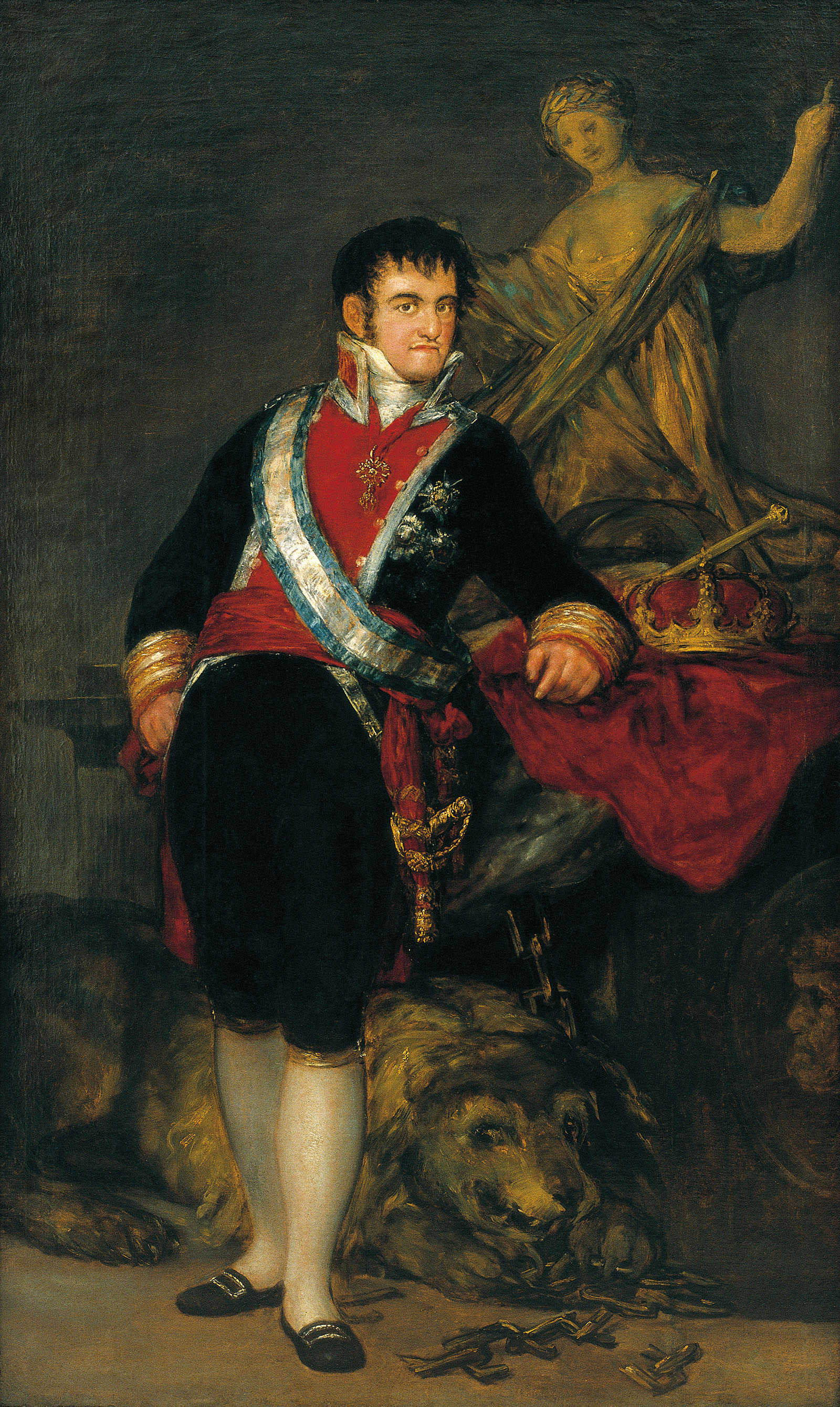
Retrato de Fernando VII pintado por Francisco de Goya en 1814 por encargo del Ayuntamiento de Santander. Así describe el cuadro el historiador Emilio La Parra López: «[Goya] lo presentó de cuerpo entero con el uniforme de coronel de guardias reales, apoyado sobre un pedestal en el que una figura femenina coronada con el laurel de la victoria, representación de España, acoge al monarca con los brazos abiertos. Es el rey deseado y necesario. En el pedestal están los atributos de la realeza (corona, cetro y manto) y al pie del rey, un león —símbolo de la monarquía— rompe con sus fauces en actitud fiera las cadenas con que Napoleón pretendió sujetarla»..

Según el historiador Emilio La Parra López, «Fernando siempre fue querido por la generalidad de sus súbditos» que veían en él al «príncipe inocente y virtuoso», una imagen construida durante la Guerra de la Independencia por los «patriotas» que luchaban en su nombre contra Napoleón y contra la Monarquía de José I Bonaparte. De ahí el apodo de «el Deseado». «El ensalzamiento de Fernando VII constituyó el centro de la intensa actividad orientada a crear un ambiente de beligerancia generalizada, porque en el rey se simbolizó la agresión institucional perpetrada por el emperador francés. En consecuencia, Fernando fue presentado ante la opinión pública como lo opuesto al responsable de la crisis interna (Godoy) y al que pretendía cambiar la dinastía (el tirano Napoleón). Fernando encarnaba el Bien y los otros el Mal. A partir de ahí, se construyó una imagen fabulosa de Fernando VII». Esta imagen perduró tras su vuelta del «cautiverio» de Valençay incluso entre los liberales a los que persiguió con saña y, aunque su popularidad perdió fuerza progresivamente, al final del reinado aún despertaba el entusiasmo popular, como se demostró durante el viaje que realizó por Cataluña y el norte de España en 1827-1828 o con motivo de su matrimonio con María Cristina de Borbón, en 1830.
Por lo tanto, la imagen de Fernando VII ante sus súbditos fue siempre la del valiente rey que se enfrentó al tirano Napoleón, negándose a renunciar a su corona durante los seis años de su cautiverio (mucho más amable del que los españoles pensaban). Esta heroica actitud, pese a ser completamente falsa (al fin y al cabo a Napoleón no le había costado nada obtener de Fernando su renuncia al trono en las abdicaciones de Bayona), parecía ser consecuente con la de «los patriotas» que luchaban en España contra los franceses, como si el joven rey pretendiera ser leal a la lealtad de sus súbditos. Pero lo cierto era que Fernando escribió numerosas veces a Napoleón felicitándolo por sus victorias en España e incluso llegando a pedirle que lo adoptara como hijo suyo. 

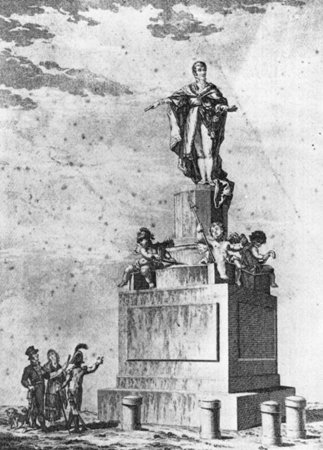
Monumento a Fernando VII en Barcelona, destruido durante las revueltas de 1835.

Así pues, la Guerra de la Independencia sentó el mito del «rey deseado» que volvería a hacerse cargo de su sufrido reino si los españoles luchaban tenazmente por ello. Este mito, que perduraría durante todo su reinado, otorgó a Fernando VII una popularidad mucho mayor que la de cualquiera de sus antepasados entre el pueblo (no entre los liberales, especialmente los emigrados), la cual se mantuvo en líneas generales inalterable hasta su muerte, pese a los desastres y la represión política que en otras circunstancias habrían bastado para defraudar las altas expectativas depositadas en él desde los tiempos de su enfrentamiento con Godoy y sus padres.

## Fernando VII en las artes y las ciencias
El rey Fernando VII tuvo la suerte de contar con buenos pintores y mantuvo el mecenazgo borbónico hacia artistas como Francisco de Goya, Vicente López Portaña o José Madrazo. Según Mesonero Romanos, aún «acudía en los últimos días de su existencia, trémulo y fatigoso, a la solemne repartición de premios de la Real Academia de San Fernando». Fomentó las actividades artísticas e intelectuales y la mejora de la enseñanza primaria —principalmente durante el Trienio Liberal— y secundaria —durante la Década Ominosa—. Ocurrió lo contrario con las universidades, que perdieron alumnos y se vieron vigiladas por el Gobierno, que las consideraba focos de liberalismo.
Apoyado por su segunda esposa, Isabel de Braganza, Fernando retomó la idea de José I de crear un Museo Real de Pinturas, y decidió convertir en tal el edificio que Juan de Villanueva había creado como Gabinete de Historia Natural. Gracias a su iniciativa y financiación personal, nacía así el actual Museo del Prado, inaugurado en presencia del propio monarca y su tercera esposa el 19 de noviembre de 1819. Fue aficionado asimismo a la música.
A pesar del supuesto deterioro de la ciencia española y de la fuga de científicos importantes durante su reinado, se deben a Fernando VII una serie de capitales iniciativas. La fuga de científicos se debió principalmente a motivos políticos: los exiliados simpatizaban con los franceses o con los liberales.  En 1815 ordenó la restauración del Observatorio Astronómico, muy dañado durante la «francesada». También se reestructuró en aquel tiempo el Real Gabinete de Máquinas en el llamado Conservatorio de Artes. En 1815 también se creó el Museo de Ciencias Naturales y el Jardín Botánico de Madrid.
Por otra parte, Fernando VII es el protagonista de algunas célebres novelas históricas, como Memoria secreta del hermano Leviatán (1988), de Juan Van-Halen, y El rey felón (2009), de José Luis Corral.

## Biografías contemporáneas de Fernando VII
Todavía en vida del monarca se publicaron diversos esbozos biográficos por lo general muy contrarios al mismo, todos prohibidos en España. El irlandés Michael Joseph Quin estuvo en España durante los últimos días del Trienio Liberal, y, fuera de publicar este viaje en 1823, en 1824 imprimió su traducción de un original en español que Juan Bautista Vilar atribuye al liberal emigrado José Joaquín de Mora, de unas Memoirs of Ferdinand VII, traducidas ese mismo año al francés; aún tuvo una tercera edición en español en 1840, vertida por Joaquín García Jiménez y ampliada con dos ensayos históricos de "Luis de Carné", sin duda alguna el conde Louis-Marie-Joseph de Carné-Marcein (1804-1876). Prohibida de inmediato fue la de Charles Le Brun, Vida de Fernando VII... (Filadelfia, 1826).

## Títulos y tratamientos
Esta tabla aún no está actualizada. Puedes contribuir aportando información sobre títulos y tratamientos de esta persona.

## Órdenes

### Reino de España
- Gran maestre de la Orden del Toisón de Oro.
- Gran maestre de la Orden de Carlos III.
- Gran maestre de la Orden de Isabel la Católica.
- Gran maestre de las órdenes militares de Santiago, Calatrava, Alcántara y Montesa.
- Gran Maestre de la Real y Militar Orden de San Fernando.[197]
- Gran Maestre de la Real y Militar Orden de San Hermenegildo.

### Extranjeras
- 1814: Caballero de la Orden del Espíritu Santo.[198][199] ( Reino de Francia)
- 1814: Caballero de la Orden de San Miguel.[198] (Reino de Francia)
- 1815: Caballero de la Orden de los Serafines ( Reino de Suecia, 17 de marzo de 1815).[200]
- 1815: Caballero de la Orden de la Jarretera.[201][202] ( Reino Unido)
- Caballero de la Orden de San Jenaro.[203] ( Reino de las Dos Sicilias)
- Caballero gran cruz de la Real Orden de San Fernando y del Mérito.[204] ( Reino de las Dos Sicilias)
- Caballero gran cruz de la Orden de la Legión de Honor. ( Reino de Francia)
- Caballero gran cruz de la Orden de San Esteban de Hungría.[205][206] ( Imperio austríaco)
- Caballero de la Orden del Elefante.[207] (29 de agosto de 1818,  Reino de Dinamarca)

## Anecdotario
El monarca protagonizó numerosas anécdotas, algunas de las cuales han calado en el acervo popular español:
- Según Pérez Galdós en sus Episodios nacionales, cuando Napoleón se hubo escapado de la isla de Elba y regresado a Francia, el ayuda de cámara, nervioso, no acertaba a vestir a Fernando para la reunión del gabinete convocada para tratar el problema, y el rey dijo: «Vísteme despacio, que tengo prisa».
- Mesonero Romanos cuenta que, en 1818, con motivo de su visita a la Exposición Pública de Industria Española, cuando los fabricantes de telas catalanes le mostraron su género pidiendo medidas proteccionistas, el rey exclamó: «¡Bah! Todas estas son cosas de mujeres». Y se fue a dar un paseo por el Retiro.[182]
- El rey era un gran aficionado al billar, y solía jugar con los miembros de su camarilla. Estos, deseosos de agradar al soberano, procuraban siempre fallar sus golpes y hacer que las bolas quedasen en inmejorable situación para que el monarca hiciese sucesivas carambolas. De ahí proviene la frase hecha «Así se las ponían a Fernando VII».
- Fernando VII de España mantuvo una gran complicidad con su confesor, el presbítero canario Cristóbal Bencomo y Rodríguez. Esto se deduce de los numerosos títulos que le otorgó el rey, entre los que destacan el de miembro del consejo y cámara de Castilla, Inquisidor general de España (cargo rechazado por el propio Bencomo)[208] y la Gran Cruz de la Orden de Carlos III. Además, cuando Fernando VII retornó a Madrid tras las abdicaciones de Bayona, reclamó la presencia en la corte de su confesor y ordenó desplazar a la isla de Tenerife un navío de guerra con el solo propósito de trasladarlo de regreso a la corte con toda la pompa posible.[209]

## Bibliografía

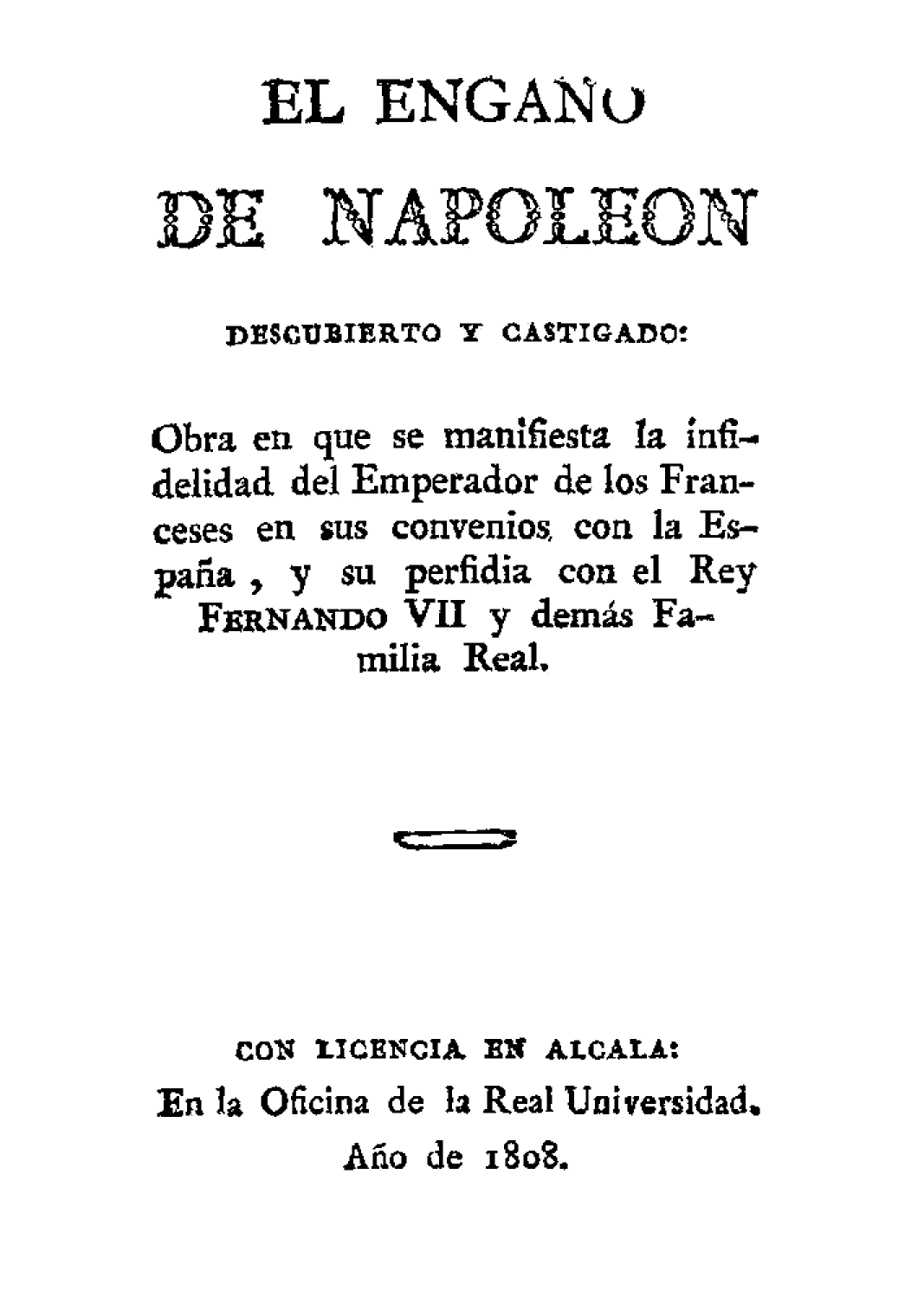
Libro contra Napoleón Bonaparte y a favor de Fernando VII en 1808.

## Sucesión
| Predecesor: Carlos de Borbón                      | Príncipe de Asturias 1789-1808             | Sucesora: Isabel de Borbón                     |
| Predecesor: Carlos IV                             | Rey de España 1808 (19 de marzo-6 de mayo) | Sucesor: José I (No reconocido por las Cortes) |
| Predecesor: José I (No reconocido por las Cortes) | Rey de España 1808 o 1814-1833             | Sucesora: Isabel II                            |